# Liste der denkmalgeschützten Objekte in Wien/Innere Stadt/Rot–Si
Die Liste der denkmalgeschützten Objekte in Wien/Innere Stadt enthält die 798 denkmalgeschützten unbeweglichen Objekte des 1. Wiener Gemeindebezirks Innere Stadt.

## Denkmäler
| Foto |                 | Denkmal | Standort                                                       | Beschreibung | Metadaten |
| ---- | --------------- | --- | -------------------------------------------------------------- | --- | --- |
| ja   | Datei hochladen | Erzbischöfliches Palais mit Andreaskapelle HERIS-ID: 24519 Objekt-ID: 20907                                                   | Rotenturmstraße 2 Standort KG: Innere Stadt                    | Dieses bedeutende Palais aus dem zweiten Viertel des 17. Jahrhunderts, dessen Vorgängerbauten bis ins 13. Jahrhundert zurückgehen wurde wahrscheinlich nach Plänen von Giovanni Coccapani errichtet. Es beherbergt auch einen Teil des Dom- und Diözesanmuseums. Die durch Ortsteinketten und Gesimsbänder gegliederte Fassade über einem genuteten Sockel wurde im Hochbarock aufgestockt, aus dieser Zeit stammen auch die originellen Fensterverdachungen mit Muscheldekor. Bemerkenswert ist auch die Ausstattung im inneren, die insbesondere reichen Stuckdekor aufweist. Die Andreaskapelle ist am Stephansplatz durch den polygonalen Chorschluss zu erkennen, im Inneren ist sie eine Saalkirche. Bedeutend ist der Annenaltar, ein Frührenaissance-Altar, der sich bis 1933 in der Augustinerkirche befand. | BDA-Hist.: Q1363888 Status: § 2a Stand der BDA-Liste: 2025-06-30 Name: Erzbischöfliches Palais mit Andreaskapelle GstNr.: 816/1, 816/2 Episcopal palace, Vienna                                            |
| ja   | Datei hochladen | Wohn- und Geschäftshaus HERIS-ID: 81374 Objekt-ID: 95145                                                                      | Rotenturmstraße 11 Standort KG: Innere Stadt                   | Das späthistoristische Wohn- und Geschäftshaus in neobarocken Formen wurde 1895 von Ludwig Richter erbaut. Die Sockelzone mit additiv gereihten Arkadenöffnungen ist nur in der Kramergasse erhalten, sonst wurde sie 1963 verändert. Der Mittelteil ist genutet, über einem verkröpften Gesims erhebt sich die Oberzone, die mit korinthischen Riesenpilastern gegliedert ist, und deren breite Seitenachsen Gitterbalkone aufweisen. Die Sturzfelder der Fenster sind reich dekoriert, auch das Attikageschoß ist mit Doppelpilastern, Kartuschen und Cherubskopfkapitellen reich stuckiert. Anmerkung: Identadressen Kramergasse 10 & Ertlgasse 1 | BDA-Hist.: Q38175689 Status: Bescheid Stand der BDA-Liste: 2025-06-30 Name: Wohn- und Geschäftshaus GstNr.: 617                                                                                            |
| ja   | Datei hochladen | Haus der Herzogin von Castries HERIS-ID: 40792 Objekt-ID: 40832                                                               | Rotenturmstraße 12 Standort KG: Innere Stadt                   | Das strenghistoristische Mietshaus in den Formen der Neu-Wiener Renaissance wurde 1877 von Ferdinand Fellner und Hermann Helmer (Büro Fellner & Helmer) erbaut. Über einer ungewöhnlich hohen Sockelzone mit Ädikulaportalen und Löwenkonsolen erheben sich additiv gereihte Fenster. Beim Abbruch des Vorgängerhauses wurden bemerkenswerte gotische Inschriftensteine und Reliefs gefunden. | BDA-Hist.: Q37996307 Status: Bescheid Stand der BDA-Liste: 2025-06-30 Name: Haus der Herzogin von Castries GstNr.: 741 Rotenturmstraße 12                                                                  |
| ja   | Datei hochladen | Miethaus „Zum Goldenen Stern“ HERIS-ID: 40793 Objekt-ID: 40833                                                                | Rotenturmstraße 14 Standort KG: Innere Stadt                   | Das spätklassizistische Mietshaus wurde 1840–1842 von Joseph Kornhäusel erbaut. Die Fassade wird durch ein Kordongesims mit Akanthusdekoration in zwei Hälften geteilt. Die Fenster gerade verdacht und additiv gereiht, unterhalb des Daches befindet sich ein Kranzgesims mit Triglyphenfries. Die Holztür des pilastefgerahmten Rundbogenportals ist original erhalten, oberhalb dessen befindet sich ein konsolengestützter Balkon mit dem Hauszeichen. Im Hof befindet sich ein Brunnen mit Reliefaufsatz und bronzenen Löwenkopfausgüssen. Die Einfahrt weist Doppelgurte über Pilastern Platzgewölbe mit Rosetten auf. | BDA-Hist.: Q37996317 Status: Bescheid Stand der BDA-Liste: 2025-06-30 Name: Miethaus „Zum Goldenen Stern“ GstNr.: 740 Rotenturmstraße 14                                                                   |
| ja   | Datei hochladen | Stiftungshaus Van-Swieten-Hof HERIS-ID: 47477 Objekt-ID: 50557                                                                | Rotenturmstraße 19 Standort KG: Innere Stadt                   | Das späthistoristische Mietshaus in neomanieristischen Formen mit breiter Fassade wurde 1896 von Julius Deininger erbaut. Es weist fünf einachsige Risaliten mit überkuppelten Attikabalustraden auf, der Mittelrisalit hat ein überkuppeltes Attikageschoß und ist mit einer bronzenen Florastatue bekrönt. In den Fensterverdachungen befinden sich Figurengruppen, die Allegorien der Medizin und Fürsorge darstellen. Das Hermenpilasterportal weist einen gesprengten Giebel und eine Keilsteinmaske mit Kartusche auf. Am Mittelrisaliten oberhalb davon befindet sich die Figur der Nike mit einem vergoldeten Reliefmedaillon, das eine Profilbüste Gerard van Swietens erhält. | BDA-Hist.: Q38027346 Status: § 2a Stand der BDA-Liste: 2025-06-30 Name: Stiftungshaus Van-Swieten-Hof GstNr.: 628 Van-Swieten-Hof                                                                          |
| ja   | Datei hochladen | Kirche hl. Ruprecht, Ruprechtskirche HERIS-ID: 47455 Objekt-ID: 50528                                                         | vor Ruprechtsplatz 1 Standort KG: Innere Stadt                 | Die Ruprechtskirche ist die älteste in ihrer Bausubstanz nicht veränderte Gründung. Ihr jetziges Aussehen geht wohl auf den Stadtbrand von 1276 zurück, als eine Apsis angebaut und der Turm um ein Geschoß erhöht wurde. Stilistisch ist die Kirche ein Übergangswerk von der Romanik (zu sehen an den Rundbogenfenstern im Turm) zur Gotik (Spitzbogenfenster im Langhaus). | BDA-Hist.: Q689008 Status: § 2a Stand der BDA-Liste: 2025-06-30 Name: Kirche hl. Ruprecht, Ruprechtskirche GstNr.: 497 St. Rupert's Church, Vienna                                                         |
| ja   | Datei hochladen | Montessori-Kindergarten, Haus der Kinder HERIS-ID: 47430 Objekt-ID: 50498                                                     | Rudolfsplatz 5b Standort KG: Innere Stadt                      | Dieser Bau stammt von Franz Schuster aus den Jahren 1929–1931 und ist ein bedeutendes Zeugnis der Neuen Sachlichkeit in Wien. | BDA-Hist.: Q38027014 Status: § 2a Stand der BDA-Liste: 2025-06-30 Name: Montessori-Kindergarten, Haus der Kinder GstNr.: 1374/2 Kindergarten Rudolfsplatz                                                  |
| ja   | Datei hochladen | Salvatorkapelle, altkath. Kirche Wien-Innen HERIS-ID: 22002 Objekt-ID: 18328                                                  | bei Salvatorgasse 5 Standort KG: Innere Stadt                  | Die Salvatorkapelle gehört zum Komplex des Alten Rathauses und ist eine gotische Kapelle mit einem bedeutenden Renaissance-Portal. Als Baumeister wird 1282 ein gewisser Nikolaus Scheibenböckh genannt. Eine Erweiterung erfolgte um 1515, aus dieser Zeit stammt auch das Portal mit Rechteckrahmung und flankierenden freistehenden Säulen mit Wappenträgerfiguren. In einem halbkreisförmigen Tympanonfeld befindet sich eine Reliefdarstellung von Christus Salvator und Maria. | BDA-Hist.: Q784184 Status: § 2a Stand der BDA-Liste: 2025-06-30 Name: Salvatorkapelle, altkath. Kirche Wien-Innen GstNr.: 426 St. Salvator's Church, Vienna                                                |
| ja   | Datei hochladen | Wohnhausanlage der Gemeinde Wien HERIS-ID: 25612 Objekt-ID: 22047 Wiener Wohnen: 313                                          | Salvatorgasse 10 Standort KG: Innere Stadt                     | Dieser Bau wurde 1952–1954 von Otto Niedermoser errichtet und steht in Zusammenhang mit dem Bau Fischerstiege 4–8. Er ist eine Lückenverbauung nach Bombenschäden. Zur Fischerstiege hin ist der Bau mehrfach abgestuft, die Fassade ist horizontal gegliedert. Mit dem Walmdach mit Gauben und der Übernahme benachbarter Gesims- und Traufhöhen versucht der Bau, sich in seine Umgebung einzupassen. Anmerkung: Identadresse Fischerstiege 1–7 | BDA-Hist.: Q37895338 Status: § 2a Stand der BDA-Liste: 2025-06-30 Name: Wohnhausanlage der Gemeinde Wien GstNr.: 469/1, 469/6 Fischerstiege 1–7, Vienna                                                    |
| ja   | Datei hochladen | Redemptoristenkloster (Klostergebäude/Wohnhaus) HERIS-ID: 25382 Objekt-ID: 21809                                              | Salvatorgasse 12 Standort KG: Innere Stadt                     | Das Klostergebäude ist im Kern frühbarock und wurde 1830/31 von Anton Hoppe weitgehend verändert. Es hat eine schlichte Fassade mit additiv angeordneten Fenstern und einem Portal mit Pilasterrahmung. | BDA-Hist.: Q37893127 Status: Bescheid Stand der BDA-Liste: 2025-06-30 Name: Redemptoristenkloster (Klostergebäude/Wohnhaus) GstNr.: 459/1                                                                  |
| ja   | Datei hochladen | Ehem. Wohnung Löwenbach HERIS-ID: 94386 Objekt-ID: 109540seit 2012                                                            | Schallautzerstraße 4 Standort KG: Innere Stadt                 | Dieses Haus wurde 1906 von Jakob Wohlschläger erbaut und ist ein Beispiel des frühen Heimatstils. Die Fassade mit Eckturm wurde 1951 von Ladislaus Hruska neu gestaltet, aus dieser Zeit stammen auch die Sgraffiti (Allegorien des Handels). Bemerkenswert ist das Vestibül mit Marmorsockel, Stuckatur und späthistoristischen Gemälden. Die Wohnung Löwenbach wurde von Adolf Loos eingerichtet, heute befindet sich dort der Bridge-Club Wien. Anmerkung: Identadresse Reischachstraße 3 | BDA-Hist.: Q37764226 Status: Bescheid Stand der BDA-Liste: 2025-06-30 Name: Ehem. Wohnung Löwenbach GstNr.: 1874/3 Schallautzerstraße 4                                                                    |
| ja   | Datei hochladen | Landwirtschaftskammer HERIS-ID: 94337 Objekt-ID: 109489                                                                       | Schauflergasse 6 Standort KG: Innere Stadt                     | Das ehemalige Vereinshaus der k.k. Land- und Forstwirtschaftlichen Gesellschaft wurde 1900 von Anton und Josef Drexler erbaut. Bemerkenswert ist vor allem die secessionistische Innenausstattung: es gibt ein zum Teil vergoldet stuckiertes Foyer mit einem Reliefmedaillon Kaiser Franz Josephs, eine Säulenstige mit vergoldeter Wand- und Dekcnegliederung sowie einen Sitzungssaal mit ionischer Doppelpilastergliederung und volutengerahmten Rundbogenfenstern. | BDA-Hist.: Q37764085 Status: § 2a Stand der BDA-Liste: 2025-06-30 Name: Landwirtschaftskammer GstNr.: 67                                                                                                   |
| ja   | Datei hochladen | Miethaus HERIS-ID: 41577 Objekt-ID: 42100                                                                                     | Schellinggasse 3 Standort KG: Innere Stadt                     | Das strenghistoristische Wohnhaus in den Formen der Neu-Wiener Renaissance wurde 1872/73 von Ludwig Tischler erbaut. Es weist additiv angeordnete Giebelfenster und ein Eckrundtürmchen auf. Das Foyer ist mit genuteten Pilastern gegliedert und enthält giebelbkrönte Nischen sowie eine Pendentifkuppel. | BDA-Hist.: Q38001773 Status: § 2a Stand der BDA-Liste: 2025-06-30 Name: Miethaus GstNr.: 1340/13 |
| ja   | Datei hochladen | Miethaus HERIS-ID: 47368 Objekt-ID: 50368                                                                                     | Schellinggasse 5 Standort KG: Innere Stadt                     | Das strenghistoristische Eckhaus in den Formen der Neu-Wiener Renaissance wurde 1873 von Ludwig Tischler erbaut. Die Einfahrt weist genutete Pilaster, gesprengte Segmentgiebel, stuckierte Tonnen zwischen Kreuzgratgewölben sowie ein Holzstöcklpflaster auf. | BDA-Hist.: Q38026638 Status: Denkmalschutz prüfen Stand der BDA-Liste: 2025-06-30 Name: Miethaus GstNr.: 1340/11                                                                                           |
| ja   | Datei hochladen | Schulgebäude und Österreichischer Bundesverlag HERIS-ID: 33130 Objekt-ID: 30433                                               | Schellinggasse 13 Standort KG: Innere Stadt                    | Der freistehende ärarische Bau mit unregelmäßigem Grundriss und zwei Innenhöfen wurde 1883–1885 von Dominik Avanzo und Paul Lange erbaut. Längsseitig (an Schelling- und Hegelgasse) weist der Bau breite Mittelrisalite mit Giebelportalen auf, der Eckrisalit zur Fichtegasse enthält Sgraffitomalereien in Ädikulen. Markant ist der eingestellte Eckturm zur Schwarzenbergstraße mit einem Balkon auf Konsolen mit Löwenmasken, einem Attikaaufsatz mit Lisenen, sowie einer Kuppel mit Gaupen und einer kupfergedeckten Laterne. Bemerkenswert sind die Vestibüle in Hegel- und Schellinggasse, die reiche Ornament- und Groteskmalerei aufweisen. Anmerkung: Identadressen Fichtegasse 4, Hegelgasse 14, Schwarzenbergstraße 5–7 | BDA-Hist.: Q37950355 Status: Bescheid Stand der BDA-Liste: 2025-06-30 Name: Schulgebäude und Österreichischer Bundesverlag GstNr.: 1334/1 Schellinggasse 13                                                |
| ja   | Datei hochladen | Palais Batthyány HERIS-ID: 76550 Objekt-ID: 90131                                                                             | Schenkenstraße 2 Standort KG: Innere Stadt                     | Das Gebäude stammt in seiner heutigen Form aus dem Jahr 1718, als Christian Alexander Oedtl mehrere Gebäude zusammenfasste, umbaute und teilweise neu fassadierte. Es hat einen hohen genuteten Sockel, über dem sich additive Fensterreihungen befinden. Das Rundbogenportal weist Keilsteinrahmung auf. Die Teile in der Herrengasse und Bankgasse sind jeweils separat aufgeführt. Anmerkung: Identadressen Herrengasse 19 und Bankgasse 2 | BDA-Hist.: Q64764969 Status: Bescheid Stand der BDA-Liste: 2025-06-30 Name: Palais Batthyány GstNr.: 96 Palais Batthyány, Schenkenstraße                                                                   |
| ja   | Datei hochladen | Friedrich von Schiller-Denkmal HERIS-ID: 111811 Objekt-ID: 129821 Wien Kulturgut: 47969seit 2012                              | Schillerplatz Standort KG: Innere Stadt                        | Das Denkmal wurde 1875/76 von Johannes Schilling errichtet. Über einem roten, mehrstufigen Granitsockel erhebt sich ein hoch aufragendes Bronzestandbild. Am Sockel sind vier Medaillons angebracht (Pegasus, Athene, Pelikan, Medusa), darüber befinden sich vier in die Seitenflächen eingefasste allegorische Figuren (Genius, Poesie, Wissenschaft, Heimatliebe). | BDA-Hist.: Q18630514 Status: Bescheid Stand der BDA-Liste: 2025-06-30 Name: Friedrich von Schiller-Denkmal GstNr.: 1214 Schiller monument, Vienna                                                          |
| ja   | Datei hochladen | 4 Persönlichkeitsdenkmale HERIS-ID: 56744 Objekt-ID: 66305                                                                    | vor Schillerplatz 3 Standort KG: Innere Stadt                  | Die vier Denkmäler sind: Büste Anastasius Grüns und Nikolaus Lenaus (beide Karl Schwerzek, 1891), Büste Josef Weinhebers (Bock, Rath, 1940 (Büste), 1975 (Sockel)), Büste Franz Werfels (Martirosjan/Petrosjan, 2000 (?)) | BDA-Hist.: Q60695751 Status: § 2a Stand der BDA-Liste: 2025-06-30 Name: 4 Persönlichkeitsdenkmale GstNr.: 1214 4 Persönlichkeitsdenkmale, Schillerplatz, Vienna                                            |
| ja   | Datei hochladen | Akademie der bildenden Künste HERIS-ID: 47378 Objekt-ID: 50403                                                                | Schillerplatz 3 Standort KG: Innere Stadt                      | Die Kunstakademie wurde 1872–1877 von Theophil Hansen erbaut und ist eines der Hauptwerke des strengen Historismus in Wien. Der querrechteckige Bau wird an allen vier Ecken von turmartigen Risaliten flankiert. Die Rustizierung des Erdgeschoßes stellt einen Kontrast zu den mit Terrakotta reliefierten Obergeschoßen dar. Auf dem Säulenportikus befinden sich Stelenfiguren von Vincenz Pilz, ebenso befinden sich in den Obergeschoßen Kopien von Götterfiguren in vergoldeten Ädikulen. Der bedeutendste Saal ist die Aula mit umlaufenden dorischen Säulen und Gemälden von Anselm Feuerbach. Nach dessen Abgang wurde das Programm von Christian Griepenkerl weitergeführt. | BDA-Hist.: Q56579093 Status: Bescheid Stand der BDA-Liste: 2025-06-30 Name: Akademie der bildenden Künste GstNr.: 1215/1 Main building of the Academy of Fine Arts Vienna                                  |
| ja   | Datei hochladen | Ludwig Anzengruber-Denkmal HERIS-ID: 24532 Objekt-ID: 20930 Wien Kulturgut: 47992                                             | Schmerlingplatz, Grete-Rehor-Park Standort KG: Innere Stadt    | Das Denkmal wurde 1905 von Johann Scherpe geschaffen. Auf einem Felsen steht die Bronzestatue von Ludwig Anzengruber, etwas weiter unten am künstlichen Hügel sitzt die von ihm erfundene Figur des Steinklopferhannes zwischen dessen Beinen sich eine Inschriftentafel befindet. | BDA-Hist.: Q37884912 Status: § 2a Stand der BDA-Liste: 2025-06-30 Name: Ludwig Anzengruber-Denkmal GstNr.: 1560/23 Ludwig Anzengruber monument, Vienna                                                     |
| ja   | Datei hochladen | Franz Xaver Gabelsberger-Denkmal HERIS-ID: 24542 Objekt-ID: 20943 Wien Kulturgut: 61107                                       | gegenüber Schmerlingplatz 6 Standort KG: Innere Stadt          | Die Bronzebüste Franz Xaver Gabelsbergers auf Steinsockel stammt von Rudolf Schmidt aus dem Jahr 1966. | BDA-Hist.: Q37885042 Status: § 2a Stand der BDA-Liste: 2025-06-30 Name: Franz Xaver Gabelsberger-Denkmal GstNr.: 1560/25 Franz Xaver Gabelsberger memorial, Vienna                                         |
| ja   | Datei hochladen | Wohn- und Geschäftshaus HERIS-ID: 47395 Objekt-ID: 50435                                                                      | Schmerlingplatz 5 Standort KG: Innere Stadt                    | Das strenghistoristische Gebäude bildet mit Schmerlingplatz 4 ein Doppelhaus. Es wurde 1874/1875 von Heinrich Claus und Joseph Gross in den Formen der Neu-Wiener Renaissance erbaut. Es weist additive Ädikulafenstergliederung über Sockelarkaden, Ortsteinquaderung und Balkone auf. | BDA-Hist.: Q38026827 Status: § 2a Stand der BDA-Liste: 2025-06-30 Name: Wohn- und Geschäftshaus GstNr.: 1560/12 Schmerlingplatz 4-5, Vienna                                                                |
| ja   | Datei hochladen | Oberlandesgericht HERIS-ID: 29285 Objekt-ID: 25927                                                                            | Schmerlingplatz 9 Standort KG: Innere Stadt                    | Das Gebäude ist mit dem Haus Hansenstraße 4–6 verbunden und wurde wie dieses 1870–1872 von Carl Schumann erbaut. | BDA-Hist.: Q37925557 Status: Bescheid Stand der BDA-Liste: 2025-06-30 Name: Oberlandesgericht GstNr.: 1553/2                                                                                               |
| ja   | Datei hochladen | Justizpalast HERIS-ID: 47412 Objekt-ID: 50473seit 2014                                                                        | Schmerlingplatz 10-11 Standort KG: Innere Stadt                | Der Justizpalast wurde 1875–1881 von Alexander Wielemans erbaut. Er entspricht dem italienischen Palasttypus und ist ein Übergangswerk vom strengen zum späten Historismus. Der mächtige freistehende Baublock mit zwei Innenhöfen weist einen fünfachsigen Mittelrisaliten sowie einachsige Eckrisaliten auf. Nach dem Brand 1927 wurde er von Heinrich Ried in leicht veränderter Form wiederaufgebaut. Veränderungen gab es vor allem im Dachbereich, wo ein Geschoß aufgestockt und die Dachsilhouette verändert wurde. | BDA-Hist.: Q876884 Status: Bescheid Stand der BDA-Liste: 2025-06-30 Name: Justizpalast GstNr.: 1560/18 Palace of Justice, Vienna                                                                           |
| ja   | Datei hochladen | Bürgerhaus HERIS-ID: 47342 Objekt-ID: 50310                                                                                   | Schönlaterngasse 3 Standort KG: Innere Stadt                   | Das zum Heiligenkreuzerhof gehörige barocke Bürgerhaus hat einen hochmittelalterlichen Kern. Die Fassade aus der zweiten Hälfte des 17. Jahrhunderts ist durch Putzrahmenfelder gegliedert, die die Fensterachsen vertikal verbinden. Im ersten Obergeschoß befinden sich noch zusätzlich Rahmenfelder zwischen den Fenstern. Im Erdgeschoß hat das Haus ein Kreuzgratgewölbe mit einer mächtigen toskanischen Steinsäule aus dem 16. Jahrhundert. | BDA-Hist.: Q38026477 Status: § 2a Stand der BDA-Liste: 2025-06-30 Name: Bürgerhaus GstNr.: 724 |
| ja   | Datei hochladen | Wohnhaus HERIS-ID: 40797 Objekt-ID: 40837                                                                                     | Schönlaterngasse 4 Standort KG: Innere Stadt                   | Das barocke Eckhaus mit zweifach geknickter Fassade und viergeschoßigem Runderker auf Volutenkonsolen stammt aus der zweiten Hälfte des 17. Jahrhunderts. Über einem gebänderten Sockel sind die Obergeschoße durch Putzfelder im Rastersystem gegliedert. Im Rechteckportal mit Keilstein befindet sich eine Türe aus dem 18. Jahrhundert. Das Foyer ist kreuzgratgewölbt, zur Wendeltreppe gibt es ein weiters Rechteckportal. | BDA-Hist.: Q37996351 Status: Bescheid Stand der BDA-Liste: 2025-06-30 Name: Wohnhaus GstNr.: 725 |
| ja   | Datei hochladen | Heiligenkreuzerhof mit Kapelle hl. Bernhard HERIS-ID: 40798 Objekt-ID: 40838                                                  | Schönlaterngasse 5 Standort KG: Innere Stadt                   | Dieser bis ins Hochmittelalter zurückgehende Komplex gilt als eines der ältesten erhaltenen Zinshäuser Wiens. Die Teile wurden 1659–1677 zusammengefasst sowie 1769–1771 aufgestockt und neu fassadiert. Die teilweise vor die Kapelle geblendete Fassade zur Schönlaterngasse weist Lisenengliederung und reich gestufte Rahmungen auf, das Korbbogenportal aus dem 17. Jahrhundert hat eine Giebelverdachung. Zur Grashofgasse hin ist die Fassade im josephinischen Plattenstil gehalten und weist ein Korbbogenportal mit Keilstein sowie ein Sgraffito (Ansicht des Stiftes Heiligenkreuz) aus dem Jahr 1953 auf. Im Plattenstil des späten 18. Jahrhunderts sind auch die Fassaden des Hofes gehalten, der zum Prälaturgarten hin durch ein Portal mit rustizierten Pfeilern und Vasenbesatz mit schwebenden Putten begrenzt wird. Der Prälaturhof hat eine ähnliche Fassadengestaltung. Die Bernhardskapelle hat eine schlichte barocke Fassade mit Walmdach und Reiter und wurde anstelle eines Vorgängerbaus 1662 errichtet. Die hochbarocke Ausstattung besteht aus Stuckmarmor und illusionistischen Decken- und Wandmalereien, die Skulpturen sind aus der Werkstatt von Giovanni Giuliani. | BDA-Hist.: Q1420200 Status: § 2a Stand der BDA-Liste: 2025-06-30 Name: Heiligenkreuzerhof mit Kapelle hl. Bernhard GstNr.: 713/1, 713/2, 724 Heiligenkreuzerhof                                            |
| ja   | Datei hochladen | Bürgerhaus, Zur Schönen Laterne HERIS-ID: 40799 Objekt-ID: 40839                                                              | Schönlaterngasse 6 Standort KG: Innere Stadt                   | Der Kernbau des Bürgerhauses stammt aus der zweiten Hälfte des 16. Jahrhunderts, die Fassade aus der zweiten Hälfte des 17. Die Fassade ist durch Putzfelder im Rasterstil gegliedert, die Hauptfelder weisen nicht mehr eindeutig identifizierbare Malereien auf. Darüber erhebt sich ein polygonaler Giebel und ein barockes Grabendach. Die schmiedeeiserne Laterne befindet sich nunmehr im Wien Museum, am Haus ist eine Kopie aus dem Jahr 1971 angebracht. | BDA-Hist.: Q37996366 Status: Bescheid Stand der BDA-Liste: 2025-06-30 Name: Bürgerhaus, Zur Schönen Laterne GstNr.: 726 Zur Schönen Laterne, Vienna                                                        |
| ja   | Datei hochladen | Bürgerhaus, Zum Basilisken HERIS-ID: 40800 Objekt-ID: 40840                                                                   | Schönlaterngasse 7 Standort KG: Innere Stadt                   | Das barocke Bürgerhaus geht im Kern auf das Hochmittelalter zurück, die geknickte Fassade stammt aus dem 17. Jahrhundert. Die Fensterachsen werden durch Putzfelder in den Parapeten vertikal zusammengezogen, das Rechteckportal befindet sich am linken Rand des Hauses. In einer Fassadennische befindet sich ein Sandsteinkonglomerat, das den Basilisken darstellt, dessen Sage in Form einer Wandmalerei und Inschrift aus dem Jahr 1932 erzählt wird. | BDA-Hist.: Q37996378 Status: Bescheid Stand der BDA-Liste: 2025-06-30 Name: Bürgerhaus, Zum Basilisken GstNr.: 702 Basiliskenhaus                                                                          |
| ja   | Datei hochladen | Bürgerhaus HERIS-ID: 40801 Objekt-ID: 40841                                                                                   | Schönlaterngasse 7A Standort KG: Innere Stadt                  | Das Ende des 16. Jahrhunderts erbaute Bürgerhaus hat einen hochmittelalterlichen Kern. Es ist ein schmales, ortsteingequadertes Bürgerhaus mit Krüppelwalmdach. | BDA-Hist.: Q37996388 Status: Bescheid Stand der BDA-Liste: 2025-06-30 Name: Bürgerhaus GstNr.: 701 Schönlaterngasse 7A, Vienna                                                                             |
| ja   | Datei hochladen | Bürgerhaus HERIS-ID: 40802 Objekt-ID: 40842                                                                                   | Schönlaterngasse 8 Standort KG: Innere Stadt                   | Das spätbarocke Eckhaus mit zweifach geknickter Fassade und Plattendekor wurde 1768 von Peter Mollner erbaut. | BDA-Hist.: Q37996398 Status: Bescheid Stand der BDA-Liste: 2025-06-30 Name: Bürgerhaus GstNr.: 727 Schönlaterngasse 8, Vienna                                                                              |
| ja   | Datei hochladen | Bürgerhaus, Alte Schmiede HERIS-ID: 56616 Objekt-ID: 66121                                                                    | Schönlaterngasse 9 Standort KG: Innere Stadt                   | Das Haus stammt im Kern aus dem 16. Jahrhundert und wurde 1799 von Peter Mollner weitgehend umgestaltet. Die Fassade ist im josephinischen Plattenstil gehalten, die Einfahrt wird von einer Stichkappentonne überwölbt. Eine Schmiedewerkstätte mit originalen Gerätschaften ist im Erdgeschoß erhalten. In diesem Haus ist das literarische Veranstaltungszentrum Alte Schmiede untergebracht. | BDA-Hist.: Q38073044 Status: Bescheid Stand der BDA-Liste: 2025-06-30 Name: Bürgerhaus, Alte Schmiede GstNr.: 700 Alte Schmiede, Vienna                                                                    |
| ja   | Datei hochladen | Bundesrealgymnasium Wien I HERIS-ID: 47420 Objekt-ID: 50486                                                                   | Schottenbastei 7-9 Standort KG: Innere Stadt                   | Das Gymnasium wurde 1876/77 von Friedrich Paul erbaut. Es ist ein additiv gegliederter Bau mit Seitenrisaliten, die korinthische und an den Ecken gebänderte Riesenpilaster aufweisen. Im Foyer befinden sich Fliesenwandbilder aus dem Jahr 1964: eine Vedute des Schottentores um 1860 und ein Plan der näheren Umgebung um dieselbe Zeit. | BDA-Hist.: Q20164818 Status: Bescheid Stand der BDA-Liste: 2025-06-30 Name: Bundesrealgymnasium Wien I GstNr.: 1507 Realgymnasium Schottenbastei                                                           |
| ja   | Datei hochladen | Bankgebäude HERIS-ID: 47399 Objekt-ID: 50440                                                                                  | Schottengasse 1 Standort KG: Innere Stadt                      | Die ehemalige Allgemeine Depositenbank wurde 1892/93 von Emil von Förster erbaut. Das späthistoristische Eckhaus mit abgeschrägtem Eckrisalit hat einen hohen gebänderten Sockel, eine mit Kolossallisenen gegliederte Oberzone, wobei sich in den Achsen neben dem Risaliten korinthische Halbsäulen und an diesem korinthische Riesenpilaster befinden. Die Beletage weist ionische Ädikulafenster mit Kartuschen und Masken sowie schmiedeeiserne Balkone auf. Das Attikageschoß hat zur Ecke hin einen gesprengten Giebel, der von einer Skulpturengruppe (Fortuna mit zwei Putti) bekrönt wird. | BDA-Hist.: Q38026838 Status: Bescheid Stand der BDA-Liste: 2025-06-30 Name: Bankgebäude GstNr.: 144/1 Schottengasse 1, Vienna                                                                              |
| ja   | Datei hochladen | Melkerhof, Mölkerhof HERIS-ID: 40803 Objekt-ID: 40843                                                                         | Schottengasse 3-3a Standort KG: Innere Stadt                   | Dieser um vier Innenhöfe angeordnete, ursprünglich auf drei Seiten freistehende Stiftshof ist ein bedeutendes Beispiel des Barockklassizismus. Der 1631 erweiterte spätgotische Bau wurde bis 1774 von Josef Gerl zum ältesten neuzeitlichen Mietshaus Wiens adaptiert. Er ist mehrfach durch flache Risalite gegliedert und im Zopf- und Plattenstil gehalten. Von Gerl stammt auch die Rokoko-Kapelle in der Anlage. | BDA-Hist.: Q1656898 Status: § 2a Stand der BDA-Liste: 2025-06-30 Name: Melkerhof, Mölkerhof GstNr.: 145 Melker Hof                                                                                         |
| ja   | Datei hochladen | Ehem. Creditanstalt-Bankverein HERIS-ID: 47421 Objekt-ID: 50487seit 2019                                                      | Schottengasse 6-8 Standort KG: Innere Stadt                    | Das ehemalige Hauptgebäude der Creditanstalt ist ein freistehender monumentaler Baublock, der 1909–1912 von Ernst Gotthilf-Miskolczy und Alexander von Neumann in einem secessionistisch-neoklassizistischen Stil erbaut wurde. Zum Schottenring und zur Schottengasse sind die Mittelrisalite markant, an den Eckrisaliten zur Ringstraße sind über Dreiecksgiebel Figuren von Jünglingen mit Schiffsbug bzw. Globus zu sehen. Der Kassensaal ist ein mehrteiliger langgestreckter Raum zwischen zwei von gut belichteten Schalterräumen flankierten Längsarmen, die Decke wird von Atlanten auf Pfeilern getragen. Anmerkung: Identadressen Heßgasse 3–5, Schottenbastei 1–5, Schottenring 2–6 | BDA-Hist.: Q65946295 Status: Bescheid Stand der BDA-Liste: 2025-06-30 Name: Ehem. Creditanstalt-Bankverein GstNr.: 1515 Schottengasse 6–8, Vienna                                                          |
| ja   | Datei hochladen | Wohn- und Geschäftshaus HERIS-ID: 40804 Objekt-ID: 40844                                                                      | Schottenring 8 Standort KG: Innere Stadt                       | Dieses Haus wurde gleichzeitig mit Nr. 12 1869/70 von Moritz Hinträger und Heinrich von Förster erbaut. Es handelt sich um schlichte Mietshäuser mit pilastergerahmten Fenstern. Dieses Haus weist zwei Balkone auf. | BDA-Hist.: Q37996408 Status: Bescheid Stand der BDA-Liste: 2025-06-30 Name: Wohn- und Geschäftshaus GstNr.: 1508 Schottenring 8, Vienna                                                                    |
| ja   | Datei hochladen | Haus Tietz, ehemalige Japanische Botschaft HERIS-ID: 40805 Objekt-ID: 40845                                                   | Schottenring 10 Standort KG: Innere Stadt                      | Dieses 1870/71 von Carl Tietz erbaute palaisartige Haus in strenghistoristischen Formen der Neu-Wiener Renaissance mit ionischem Pfeilerbalkonportal weist in allen Stockwerken bedeutende Deckenausstattung auf (Stuckaturen von Johann Hutterer, Josef Pokorny und Franz Schönthaler, Ölbilder von August Eisenmenger und Karl Geiger). | BDA-Hist.: Q37996419 Status: Bescheid Stand der BDA-Liste: 2025-06-30 Name: Haus Tietz, Botschaft von Japan GstNr.: 1506 Schottenring 10, Vienna                                                           |
| ja   | Datei hochladen | Miethaus HERIS-ID: 40806 Objekt-ID: 40846                                                                                     | Schottenring 12 Standort KG: Innere Stadt                      | Dieses Haus bildet ein Ensemble mit Nr. 8. | BDA-Hist.: Q37996429 Status: Bescheid Stand der BDA-Liste: 2025-06-30 Name: Miethaus GstNr.: 1504 Schottenring 12, Vienna                                                                                  |
| ja   | Datei hochladen | Wohn- und Geschäftshaus, Donauhof HERIS-ID: 82277 Objekt-ID: 96092                                                            | Schottenring 13 Standort KG: Innere Stadt                      | Dieses Doppelhaus mit Betonung auf den ringseitigen Trakt (zwei Risalite, Riesenpilaster) wurde 1870 von Johann Romano von Ringe und August Schwendenwein von Lanauberg erbaut. | BDA-Hist.: Q38178167 Status: Bescheid Stand der BDA-Liste: 2025-06-30 Name: Wohn- und Geschäftshaus, Donauhof GstNr.: 1491 Donauhof, Vienna                                                                |
| ja   | Datei hochladen | Wohn- und Geschäftshaus HERIS-ID: 47422 Objekt-ID: 50488                                                                      | Schottenring 14-14a Standort KG: Innere Stadt                  | Die Fassade des von Wilhelm Fraenkel geplanten und 1873 erbauten Gebäudes wurde nach Kriegsschäden abgeräumt. Eine Gedenktafel erinnert daran, dass hier 1881 der Schriftsteller Stefan Zweig geboren wurde. | BDA-Hist.: Q38026974 Status: Bescheid Stand der BDA-Liste: 2025-06-30 Name: Wohn- und Geschäftshaus GstNr.: 1497/1, 1497/2 Schottenring 14-14a, Vienna                                                     |
| ja   | Datei hochladen | Miethaus, ehem. Haus Dittler HERIS-ID: 82028 Objekt-ID: 95832                                                                 | Schottenring 15 Standort KG: Innere Stadt                      | Das Gebäude wurde 1871–1873 von Georg Demsky gebaut und 1995–1999 zur Generaldirektion einer Versicherung umgebaut. Es ist ein Doppelhaus mit plastisch gegliederter Fassade. Die Erdgeschoßarkaden mit korinthischen und toskanischen Pilastern und das korinthische Säulenportal haben jeweils Zwickelfiguren, die Obergeschoße sind mit säulengegliederten Balkonen ausgestattet. | BDA-Hist.: Q38177455 Status: Bescheid Stand der BDA-Liste: 2025-06-30 Name: Miethaus, ehem. Haus Dittler GstNr.: 1477, 1478 Schottenring 15, Vienna                                                        |
| ja   | Datei hochladen | Ehem. Palais Gustav Léon Wernburg HERIS-ID: 78911 Objekt-ID: 92578                                                            | Schottenring 17 Standort KG: Innere Stadt                      | Das Palais wurde 1870–1873 von Heinrich von Ferstel erbaut, von der Fassade sind wesentliche Teile nicht mehr erhalten. Über einem Erdgeschoß mit Arkaden und einem gebänderten Mezzanin erhebt sich eine Oberzone mit Plattenrustika und additiv angeordneten Fenstern. Das toskanische Säulenportal mit vier Atlanten von Johann Meixner ist nicht mehr erhalten. Das Vestibül weist hellbraune toskanische Stuckmarmorpilaster und ionische Vollsäulen in der Mittelachse sowie hellgraue, rot-blau gerahmte Stuccolustro-Felder auf. Das Stiegenhaus hat eine dreiarmige, freitragende Treppe mit Schmiedeeisengeländer, und zum Teil mäanderverzierten Terrazzoböden und korinthische Pilaster an den Wendepodesten. In der Beletage sind bei mehreren Räumen die Decken und die kassettierten Holztüren erhalten, im Ecksaal und im Festsaal die Kassettendecken, wobei die im Festsaal ein rechteckiges Mittelfeld mit Groteskmalerei aufweist. | BDA-Hist.: Q38153333 Status: Bescheid Stand der BDA-Liste: 2025-06-30 Name: Ehem. Palais Gustav Léon Wernburg GstNr.: 1475, 1476 Palais Léon                                                               |
| ja   | Datei hochladen | Ehem. Frucht- und Mehlbörse, ehem. Café Schottenring HERIS-ID: 78869 Objekt-ID: 92536                                         | Schottenring 19 Standort KG: Innere Stadt                      | Dieser mächtige Bau drei Trakten wurde 1879 von Rudolf Neumayr erbaut. Die Eckrisaliten mit pyramidenstumpfförmigen Aufsätzen weisen Balkone, allegorische Stuckreliefs und Ortsteinquader auf. Die Fassade des bis 2014 bestehenden Kaffeehauses war aus 1921, das Interieur war original erhalten. | BDA-Hist.: Q38153103 Status: Bescheid Stand der BDA-Liste: 2025-06-30 Name: Ehem. Frucht- und Mehlbörse, ehem. Café Schottenring GstNr.: 1474 Frucht- und Mehlbörse, Café Schottenring, Vienna             |
| ja   | Datei hochladen | Hotel, ehem. Amtshaus, Palais Hansen HERIS-ID: 40807 Objekt-ID: 40848                                                         | Schottenring 20-26 Standort KG: Innere Stadt                   | Dieses Hotel wurde 1869–1873 von Theophil Hansen im Stil der Neorenaissance erbaut. Zwischenzeitlich wurde es auch als Wohnhaus und Amtsgebäude genutzt. Es ist ein großer Komplex über mehrere Parzellen mit drei Innenhöfen. Der Mittelteil wird von zwei überkuppelten Eckrisaliten flankiert, daran schließen sich die Seitentrakte an. Oberhalb des rustizierten Sockels ist die Fenstergliederung rein additiv, nur im Bereich des Einganges setzt sich die Fassade nach oben in Doppelsäulenkolonnaden mit figuren- und vasenbesetzten Balustraden fort. | BDA-Hist.: Q2046991 Status: Bescheid Stand der BDA-Liste: 2025-06-30 Name: Amtshaus, ehem. Hotel, Palais Hansen GstNr.: 1448/1, 1448/2, 1449/1, 1449/2, 1450, 1451, 1452, 1453 Palais Hansen               |
| ja   | Datei hochladen | Ehem. Palais Sturany, Internationales Dialogzentrum (KAICIID), (ehem. Theologische Fakultät) HERIS-ID: 40808 Objekt-ID: 40849 | Schottenring 21 Standort KG: Innere Stadt                      | Das Palais wurde 1874–1880 vom Büro Fellner & Helmer für den Stadtbaumeister Johann Sturany errichtet. Es ist einer der frühesten Bauten mit neobarocker Fassade im Ringstraßenbereich. Auffälligstes Merkmal ist der zweistöckige Mittelerker oberhalb des Portals, der von zwei stark gebeugten Atlanten (von Carl Kundmann) gehalten wird. Bedeutend ist auch die Innenausstattung, bei der Ausstattungsmalerei befinden sich Frühwerke von Ernst und Gustav Klimt sowie Franz Matsch. | BDA-Hist.: Q2047191 Status: Bescheid Stand der BDA-Liste: 2025-06-30 Name: Ehem. Palais Sturany, Internationales Dialogzentrum (KAICIID), (ehem. Theologische Fakultät) GstNr.: 1472 Palais Sturany        |
| ja   | Datei hochladen | Haus Otto Wagner HERIS-ID: 40809 Objekt-ID: 40850                                                                             | Schottenring 23 Standort KG: Innere Stadt                      | Dieses strenghistoristische Frühwerk Otto Wagners wurde 1877/78 als sein Wohnhaus erbaut, der Einfluss Hansens ist noch deutlich zu erkennen. Erdgeschoß und Mezzanin sind mit Plattenrustika ausgestaltet, dort befindet sich auch ein triumphbogenartiges Portal mit toskanischen Säulen. Ein Kordongesims trennt den unteren Bereich vom ersten und zweiten Obergeschoß, das mit Sgraffitoputz in einem schwarz-weißen Dreieckemuster ausgestaltet ist. In der Beletage befindet sich ein dreiachsiger steinbalkon auf Konsolen mit einem Schmiedeeisengitter. Darüber erhebt sich ein Attikageschoß mit rhythmisierten Fenstern zwischen Konsolen und Putzfeldern. Eingefasst ist die Fassade ab den Obergeschoßen in rustizierte Lisenen mit Kartuschen, die beim weit auskragenden Dach in bekrönende Obelisken übergehen. | BDA-Hist.: Q37996461 Status: Bescheid Stand der BDA-Liste: 2025-06-30 Name: Haus Otto Wagner GstNr.: 1470 Haus Schottenring 23                                                                             |
| ja   | Datei hochladen | Ehem. Haus Goldschmidt HERIS-ID: 47415 Objekt-ID: 50476                                                                       | Schottenring 25 Standort KG: Innere Stadt                      | Dieses Haus wurde 1879 von Wilhelm Stiassny erbaut. Es ist zweigeteilt in eine diamantgequaderte Sockelzone und glatt verputzten Obergeschoßen. Das toskanische Säulenportal geht in einen Balkon über, auf dessen Balustradenpostamenten vier Atlanten einen weiteren Balkon stützen. | BDA-Hist.: Q38026948 Status: § 2a Stand der BDA-Liste: 2025-06-30 Name: Ehem. Haus Goldschmidt GstNr.: 1468/2 Haus Goldschmidt                                                                             |
| ja   | Datei hochladen | Wohn- und Geschäftshaus HERIS-ID: 82223 Objekt-ID: 96038                                                                      | Schottenring 31 Standort KG: Innere Stadt                      | Dieses Haus bildet ein Ensemble mit dem Nebenhaus (Nr. 33), beide wurden 1874 von Julius Dörfel erbaut. Sie haben dichtgereihte Ädikula- und Giebelfenster und Balkone in der Beletage. | BDA-Hist.: Q38178025 Status: Bescheid Stand der BDA-Liste: 2025-06-30 Name: Wohn- und Geschäftshaus GstNr.: 1467/3 Schottenring 31, Vienna                                                                 |
| ja   | Datei hochladen | Wohn- und Geschäftshaus HERIS-ID: 81946 Objekt-ID: 95741                                                                      | Schottenring 33 Standort KG: Innere Stadt                      | Dieses Haus bildet ein Ensemble mit dem Nebenhaus (Nr. 31), beide wurden 1874 von Julius Dörfel erbaut. Dieses Haus hat zusätzlich ein bemerkenswertes Foyer mit Stuckkassettendecke, Konsolen- und Rosettenplafonds. | BDA-Hist.: Q38177281 Status: Bescheid Stand der BDA-Liste: 2025-06-30 Name: Wohn- und Geschäftshaus GstNr.: 1467/5 Schottenring 33, Vienna                                                                 |
| ja   | Datei hochladen | Ehem. Haus Schwarzmann HERIS-ID: 82224 Objekt-ID: 96039                                                                       | Schottenring 35 Standort KG: Innere Stadt                      | Das Eckhaus des Schottenrings zum Franz-Josefs-Kai wurde 1879 von Wilhelm Stiassny erbaut. Seine reiche Fassade weist unter anderem ortsteingequaderte Risalite mit Balkonen und Eckpavillons sowie ein toskanisches Säulenportal auf. | BDA-Hist.: Q38178034 Status: Bescheid Stand der BDA-Liste: 2025-06-30 Name: Ehem. Haus Schwarzmann GstNr.: 1467/7 Schwarzmann Building, Vienna                                                             |
| ja   | Datei hochladen | Schottentorpassage und Schleife Schottentor, sog. Jonasreindl HERIS-ID: 80430 Objekt-ID: 94171                                | Schottentor Standort KG: Innere Stadt                          | Die Tieferlegung der Straßenbahnschleife mit der angeschlossenen Passage (im Volksmund nach Bürgermeister Franz Jonas Jonasreindl genannt) wurde 1959–1961 von Kurt Schlauss errichtet und vom selben Architekten 1974–1980 zur U2 hin erweitert. | BDA-Hist.: Q38173758 Status: § 2a Stand der BDA-Liste: 2025-06-30 Name: Schottentorpassage und Schleife Schottentor, sog. Jonasreindl GstNr.: 1793/1, 1793/2, 1965, 1964 Jonas-Reindl                      |
| ja   | Datei hochladen | Wohnhaus HERIS-ID: 47400 Objekt-ID: 50441                                                                                     | Schreyvogelgasse 6 Standort KG: Innere Stadt                   | Das kleine spätbarocke Wohnhaus wurde 1771 von Franz Xaver Martinelli erbaut und um 1820 adaptiert. Die Fassade ist klassizistisch genutet, die Fenster sind additiv angeordnet, wobei sie ersten Obergeschoß eine gerade Verdachung, im zweiten Geschoß geschlossene Lünetten und im dritten Geschoß gefaschte Rahmung aufweisen. | BDA-Hist.: Q105643162 Status: § 2a Stand der BDA-Liste: 2025-06-30 Name: Wohnhaus GstNr.: 142 Schreyvogelgasse 6, Vienna                                                                                   |
| ja   | Datei hochladen | Miethaus HERIS-ID: 40810 Objekt-ID: 40851                                                                                     | Schreyvogelgasse 8 Standort KG: Innere Stadt                   | Das spätbarocke Eckhaus mit mehrfach geknickter Fassade stammt aus dem dritten Viertel des 18. Jahrhunderts. Der Sockel ist rustiziert und weist ein Rundbogenportal zwischen ionischen Pilastern, der von einem geschwungenen Giebel mit Vasen und Putten bekrönt wird. Die Achsen der Obergeschoßfenster werden von Parapetfeldern zusammengezogen. Im ersten Obergeschoß sind die Fenster mit geschwungenen Giebeln überdacht, das Fenster oberhalb des Portals wird von einem vergoldeten Hauszeichen (Auge Gottes) bekrönt. | BDA-Hist.: Q96745368 Status: Bescheid Stand der BDA-Liste: 2025-06-30 Name: Miethaus GstNr.: 141 Schreyvogelgasse 8, Vienna                                                                                |
| ja   | Datei hochladen | Bürgerhaus, sog. Dreimäderlhaus HERIS-ID: 33426 Objekt-ID: 30938                                                              | Schreyvogelgasse 10 Standort KG: Innere Stadt                  | Das spätbarocke Giebelhaus in den Formen des josephinischen Zopfstils stammt lt. Dehio aus dem dritten Viertel des 18. Jahrhunderts; andere Quellen wie beispielsweise Felix Czeike geben das Jahr 1803 an. Die Gliederung der Fassade des Haupttraktes wird durch Lisenen und gerade verdachte, durch Parapetfelder zusammengezogene Fenster mit Zopfstilornamentik vertikal hervorgehoben. Das Korbbogenportal weist schräggestellte Pfeiler und einen Segmentgiebel mit Muscheln und Vasen auf. An der Stirnseite befindet sich ein volutengerahmter, trapezförmiger Giebel mit festonverziertem Ochsenauge und ein gemaltes Medaillonbild, das die heilige Dreifaltigkeit darstellt. | BDA-Hist.: Q27031437 Status: Bescheid Stand der BDA-Liste: 2025-06-30 Name: Bürgerhaus, sog. Dreimäderlhaus GstNr.: 140 Dreimäderlhaus                                                                     |
| ja   | Datei hochladen | Wohnhaus HERIS-ID: 40812 Objekt-ID: 40853seit 2015                                                                            | Schreyvogelgasse 12 Standort KG: Innere Stadt                  | Dieses kleine klassizistische Wohnhaus weist Gesimsgliederung und Fenster mit Faschenrahmung auf. | BDA-Hist.: Q37996484 Status: Bescheid Stand der BDA-Liste: 2025-06-30 Name: Wohnhaus GstNr.: 139 Schreyvogelgasse 12, Vienna                                                                               |
| ja   | Datei hochladen | Wohnhaus HERIS-ID: 47401 Objekt-ID: 50442seit 2015                                                                            | Schreyvogelgasse 14 Standort KG: Innere Stadt                  | Dieses kleine klassizistische Wohnhaus weist rudimentär erhaltenen Plattendekor auf. | BDA-Hist.: Q38026851 Status: Bescheid Stand der BDA-Liste: 2025-06-30 Name: Wohnhaus GstNr.: 138 |
| ja   | Datei hochladen | Wohn- und Geschäftshaus HERIS-ID: 26142 Objekt-ID: 22604                                                                      | Schubertring 3 Standort KG: Innere Stadt                       | Dieses strenghistoristische Eckhaus in den Formen der Neu-Wiener Renaissance wurde 1862 von Romano/Schwendenwein erbaut. Es weist additiv angeordnete Giebelfenster sowie einen Balkon mit kartuschentragenden Putten auf. | BDA-Hist.: Q37899726 Status: Bescheid Stand der BDA-Liste: 2025-06-30 Name: Wohn- und Geschäftshaus GstNr.: 1319                                                                                           |
| ja   | Datei hochladen | Wohn- und Geschäftshaus HERIS-ID: 26143 Objekt-ID: 22605                                                                      | Schubertring 4 Standort KG: Innere Stadt                       | Dieses frühhistoristische Eckhaus in Formen der Neu-Wiener Renaissance wurde 1863 von Johann Garben erbaut. Markant ist der halbsäulengegliederte Runderker an der Ecke. | BDA-Hist.: Q37899739 Status: Bescheid Stand der BDA-Liste: 2025-06-30 Name: Wohn- und Geschäftshaus GstNr.: 1336 Schubertring 4, Vienna                                                                    |
| ja   | Datei hochladen | Stadtpalais, ehem. Adelscasino HERIS-ID: 26136 Objekt-ID: 22598                                                               | Schubertring 5 Standort KG: Innere Stadt                       | Dieses ehemalige Adelscasino wurde 1866/67 von Johann Romano von Ringe und August Schwendenwein von Lanauberg erbaut und im Lauf des 20. Jahrhunderts zur Adaptierung an einen Bankbetrieb mehrmals umgebaut. Es ist ein strenghistoristisches Gebäude in den Formen der Neu-Wiener Renaissance. Anmerkung: Identadresse Fichtegasse 10 | BDA-Hist.: Q37899644 Status: Bescheid Stand der BDA-Liste: 2025-06-30 Name: Stadtpalais, ehem. Adelscasino GstNr.: 1321                                                                                    |
| ja   | Datei hochladen | Wohn- und Geschäftshaus HERIS-ID: 26137 Objekt-ID: 22599                                                                      | Schubertring 6 Standort KG: Innere Stadt                       | Dieses frühhistoristische Eckhaus in den Formen der Neu-Wiener Renaissance wurde 1863/64 von Heinrich von Förster und Hermann Wehrenpfennig erbaut und weist vor allem am Mittelrisaliten aber auch am Eckerker reiche skulpturale Ausstattung auf, insbesondere bei den karyatidenhermengerahmten Fenstern. | BDA-Hist.: Q37899658 Status: Bescheid Stand der BDA-Liste: 2025-06-30 Name: Wohn- und Geschäftshaus GstNr.: 1332 Schubertring 6, Vienna                                                                    |
| ja   | Datei hochladen | Miethaus, Sog. Palais Ölzelt HERIS-ID: 26138 Objekt-ID: 22600                                                                 | Schubertring 7 Standort KG: Innere Stadt                       | Dieses strenghistoristische Eckhaus in Formen der Neu-Wiener Renaissance wurde 1865/66 von Anton Ölzelt erbaut. | BDA-Hist.: Q37899685 Status: Bescheid Stand der BDA-Liste: 2025-06-30 Name: Miethaus, Sog. Palais Ölzelt GstNr.: 1323                                                                                      |
| ja   | Datei hochladen | Wohn- und Geschäftshaus HERIS-ID: 13763 Objekt-ID: 9974                                                                       | Schubertring 8 Standort KG: Innere Stadt                       | Dieses frühhistoristische Wohnhaus in den Formen der Neu-Wiener Renaissance wurde 1864/65 von Johann Romano und August Schwendenwein erbaut. Die Mittelachse wird durch Ädikula und Balkon akzentuiert, in der Beletage sind die Fenster mit Masken und Füllhörnern geschmückt. | BDA-Hist.: Q38185349 Status: Bescheid Stand der BDA-Liste: 2025-06-30 Name: Wohn- und Geschäftshaus GstNr.: 1330                                                                                           |
| ja   | Datei hochladen | Christinenhof HERIS-ID: 26141 Objekt-ID: 22603                                                                                | Schubertring 9, 11 Standort KG: Innere Stadt                   | Dieser freistehende frühhistoristische Wohnhof mit skulptural gestaltetem Mittelrisaliten (der ein Karyatidenportal, konvexe Balkone, Atlanten auf Hermenpilastern, weibliche Sitzfiguren und einen Attikaaufsatz mit Putten aufweist) sowie zwei genuteten Eckrisaliten wurde 1863–1865 von Ludwig Zettl erbaut. Anmerkung: Identadressen Christinengasse 2, 4, Kantgasse 6, 8, Pestalozzigasse 1, 3 | BDA-Hist.: Q37899712 Status: Bescheid Stand der BDA-Liste: 2025-06-30 Name: Christinenhof GstNr.: 1308/1, 1308/2, 1308/3, 1308/4 Christinenhof, Schubertring, Vienna                                       |
| ja   | Datei hochladen | Hotel Grand Ferdinand, ehem. Bürohaus der Veitscher Magnesit AG, ehem. BM f. Inneres HERIS-ID: 13764 Objekt-ID: 9975          | Schubertring 10-12 Standort KG: Innere Stadt                   | Dieser Stahlbetonskelettbau wurde 1952–1954 von Percy A. Faber unter Mitarbeit von Erich Boltenstern errichtet. | BDA-Hist.: Q38185359 Status: Bescheid Stand der BDA-Liste: 2025-06-30 Name: Hotel Grand Ferdinand, ehem. Bürohaus der Veitscher Magnesit AG, ehem. BM f. Inneres GstNr.: 1326, 1328 Haus der Magnesitwerke |
| ja   | Datei hochladen | Wartehäuschen der Ringlinien HERIS-ID: 26140 Objekt-ID: 22602                                                                 | vor Schubertring 14 Standort KG: Innere Stadt                  | Der Stahlbetonbau mit kurvig verglasten Wänden entstand 1954. | BDA-Hist.: Q37899697 Status: § 2a Stand der BDA-Liste: 2025-06-30 Name: Wartehäuschen der Ringlinien GstNr.: 1858 Wartehäuschen Schubertring                                                               |
| ja   | Datei hochladen | Wohn- und Geschäftshaus HERIS-ID: 26005 Objekt-ID: 22459                                                                      | Schulerstraße 5 Standort KG: Innere Stadt                      | Das auf drei Seiten freistehende frühhistoristische Wohnhaus wurde 1843/44 von Leopold Mayr erbaut. Über einer (soweit nicht später verändert) lisenengegliederten Sockelzone erhebt sich eine durchgehend quadergenutete Oberzone mit additiver Fensterreihung, wobei die Fenster strobelgassenseitig an den Eckachsen als Doppelfenster mit korinthischen Fensterpfeilern ausgeführt sind. Unterhalb der Fenster im ersten Obergeschoß befinden sich Parapetfelder mit Puttenmedaillons aus Zink. Diese gehen in einen durchlaufenden Fries über, ebenso wie die oberen Geschoße durch Gesimse mit ornamentalen Friesen voneinander abgehoben sind. Das Café Diglas im Erdgeschoß hat teilweise noch eine originale Täfelung aus den 1920er-Jahren. Anmerkung: Identadressen Strobelgasse 2, Wollzeile 10 | BDA-Hist.: Q37898335 Status: Bescheid Stand der BDA-Liste: 2025-06-30 Name: Wohn- und Geschäftshaus GstNr.: 811 Strobelgasse 2                                                                             |
| ja   | Datei hochladen | Zum grünen Nußbaum, Benefiziatshaus des Domkapitels HERIS-ID: 24161 Objekt-ID: 20536                                          | Schulerstraße 6 Standort KG: Innere Stadt                      | Dieses Renaissancebürgerhaus mit unregelmäßigem Grundriss hat einen spätmittelalterlichen Kern. Die Fassade ist mit Ortsteinen und Gesimsbändern gegliedert, die Fenster sind steingerahmt und haben profilierte Sohlbänke. Das Rechteckportal mit Steckgitter im Oberlicht wird von einer barocken Wappenkartusche des Bischofs Wilderich von Walderdorff bekrönt. Das kreuzgratgewölbte Foyer führt zu einer steinernen Wendeltreppe mit Spindel. Anmerkung: Identadresse Domgasse 3 | BDA-Hist.: Q37882362 Status: § 2a Stand der BDA-Liste: 2025-06-30 Name: Zum grünen Nußbaum, Benefiziatshaus des Domkapitels GstNr.: 827 Schulerstraße 6                                                    |
| ja   | Datei hochladen | Mädlspergerhof mit Heniksteinbrunnen HERIS-ID: 5897 Objekt-ID: 1771                                                           | Schulerstraße 7 Standort KG: Innere Stadt                      | Das klassizistische Wohnhaus wurde 1801 von Ernest Koch erbaut. Die Fenster der Fassade sind additiv gegliedert, unterhalb der Beletage befindet sich ein Kordongesims mit Mäanderfries. Der nach dem Erstbesitzer des Hauses (Adam Albert Edler von Henikstein) benannte Brunnen befindet sich in einer Arkadenrahmung und enthält eine Portraitbüste Heniksteins, Portraitreliefmedaillons von Livia und Augustus und einen Maskenausguss aus Metall. | BDA-Hist.: Q37861832 Status: Bescheid Stand der BDA-Liste: 2025-06-30 Name: Mädlspergerhof mit Heniksteinbrunnen GstNr.: 810 Mädlspergerhof                                                                |
| ja   | Datei hochladen | Zum König von Ungarn, Zur weißen Rose HERIS-ID: 5706 Objekt-ID: 1577                                                          | Schulerstraße 10 Standort KG: Innere Stadt                     | Dieser zum Hotel umgebaute ehemalige Einkehrgasthof stammt im Kern aus dem 16. Jahrhundert und wurde im dritten Viertel des 17. Jahrhunderts verändert. Im Erdgeschoß ist er seit 1976 mit dem Haus Domgasse 5 verbunden. Über einer gebänderten Sockelzone erhebt sich eine Oberzone mit steingerahmten Doppelachsen. Das abgefaserte Rundbogenportal hat einen Schlussstein. Die Rückfassade in der Domgasse weist einen Breiterker auf einer Konsolenreihe auf. Anmerkung: Identadresse Domgasse 7 | BDA-Hist.: Q37847739 Status: Bescheid Stand der BDA-Liste: 2025-06-30 Name: Zum König von Ungarn, Zur weißen Rose GstNr.: 829 Hotel König von Ungarn, Vienna                                               |
| ja   | Datei hochladen | Wohn- und Geschäftshaus HERIS-ID: 22705 Objekt-ID: 19044                                                                      | Schulerstraße 12 Standort KG: Innere Stadt                     | Das späthistoristische Miethaus in neugotischen Formen wurde 1902 von Emil von Förster erbaut. Die Fassade hat einen breiten übergiebelten Mittelerker, der sich auf Konsolen mit Rippenächsen auf Doppelsäulen erhebt. Die Fenster weisen reichen neugotischen Dekor auf. In neugotischen Formen sind auch Gittertür und die Deckenleuchter im Foyer und die Windfangtüren im Stiegenhaus gehalten. | BDA-Hist.: Q37871916 Status: Bescheid Stand der BDA-Liste: 2025-06-30 Name: Wohn- und Geschäftshaus GstNr.: 830                                                                                            |
| ja   | Datei hochladen | Wohn- und Geschäftshaus HERIS-ID: 22358 Objekt-ID: 18689                                                                      | Schulerstraße 22 Standort KG: Innere Stadt                     | Das späthistoristische Wohn- und Geschäftshaus in neobarocken Formen wurde 1896 von Arnold Lotz erbaut. Die lisenengegliederte Oberzone weist additiv gereihte Fenster mit Kartuschen und Maskendekor auf. Die Wandpfeiler im stuckierten Foyer sind mit Bandlwerk dekoriert. | BDA-Hist.: Q37869066 Status: Bescheid Stand der BDA-Liste: 2025-06-30 Name: Wohn- und Geschäftshaus GstNr.: 864                                                                                            |
| ja   | Datei hochladen | Ehem. Palais Obizzi, Uhrenmuseum HERIS-ID: 40813 Objekt-ID: 40856                                                             | Schulhof 2 Standort KG: Innere Stadt                           | Das einige Jahre zuvor erbaute frühbarocke Haus wurde um 1690 aufgestockt und neu fassadiert, Adaptierungen gab es 1826 von Andreas Lechner. Das Haus steht an drei Seiten frei und hat einen unregelmäßigen Grundriss, da es zum Schulhof hin der Kirche am Hof folgt. Die Fassade weist Eckbänderung, vertikal durch Parapete zusammengezogene Fensterachsen und an der Schmalseite einen als volutengerahmte Segmentbogenädikula ausgeführten Giebel. Die Gewölbemalerei im Hausflur stammt vom Ende des 18. Jahrhunderts. Das im Haus befindliche Uhrenmuseum wurde 1917 eingerichtet. | BDA-Hist.: Q2047127 Status: § 2a Stand der BDA-Liste: 2025-06-30 Name: Ehem. Palais Obizzi, Uhrenmuseum GstNr.: 357 Palais Obizzi                                                                          |
| ja   | Datei hochladen | Stadtpalais, Neuwallsches Haus HERIS-ID: 40814 Objekt-ID: 40857                                                               | Schulhof 4 Standort KG: Innere Stadt                           | Das hochbarocke Bürgerhaus wurde 1728 erbaut und 1878 um ein Attikageschoß aufgestockt. Bei der ortsteingegliederten Fassade sind die Fensterachsen vertikal durch Parapete verbunden, die Fenster haben in der Beletage und im zweiten Obergeschoß Knickgiebelverdachungen mit Masken, Palmetten und Bandlwerk. Das Portal wird von Atlanten auf kannelierten Säulenstümpfen flankiert, die einen geschwungenen Balkon mit durchbrochener Steinbrüstung und Vasenaufsatz tragen. Bemerkenswert sind auch die aus der Bauzeit stammenden Stuckarbeiten in den Innenräumen. 1989–2006 war in dem Haus auch ein Puppen- und Spielzeugmuseum untergebracht. | BDA-Hist.: Q37996510 Status: Bescheid Stand der BDA-Liste: 2025-06-30 Name: Stadtpalais, Neuwallsches Haus, Spielzeugmuseum GstNr.: 356 Schulhof 4, Vienna                                                 |
| ja   | Datei hochladen | Bürgerhaus, Madonnenhaus HERIS-ID: 40815 Objekt-ID: 40858                                                                     | Schulhof 6 Standort KG: Innere Stadt                           | Das hochbarocke Bürgerhaus stammt aus dem zweiten Viertel des 18. Jahrhunderts. Oberhalb einer genuteten Sockelzone erhebt sich eine Oberzone, die durch Gesimsbänder, Parapete und geschoßweise differenzierten Fensterverdachungen gegliedert ist. Das geschichtete Portal hat schräggestellte ionische Pilaster und einen Knickgiebel. Im ersten Obergeschoß befindet sich die Kopie einer Madonnenstatue aus dem 15. Jahrhundert. | BDA-Hist.: Q37996523 Status: Bescheid Stand der BDA-Liste: 2025-06-30 Name: Bürgerhaus, Madonnenhaus GstNr.: 358 Madonnenhaus                                                                              |
| ja   | Datei hochladen | Palais Collalto HERIS-ID: 32962 Objekt-ID: 30217                                                                              | Schulhof 8 Standort KG: Innere Stadt                           | Identadresse Am Hof 13. Das Gebäude ist über mehrere Jahrhunderte gewachsen, Vorgängerbauten gehen bis in das 14. Jahrhundert zurück. Der jetzige Zustand stammt aus dem späten 17./ frühen 18. Jahrhundert, insbesondere stammt die Hauptfassade aus der Zeit um 1730. Die letzte größere Änderung betraf die Ersetzung der Stallungen durch einen klassizistischen Zubau zur Kirche hin (Franz Wipplinger 1804). Der Grundriss des Gebäudes ist daher sehr kompliziert, insbesondere sind auch die Seitenfassaden geknickt oder gekrümmt. Die Hauptfassade ist vertikal durch korinthische Riesenpilaster gegliedert, die sich über genutete Sockel erheben. In der Mitte befindet sich ein pilastergerahmtes Korbbogenportal, das von einem bemerkenswerten schmiedeeisernen Balkon bekrönt wird. | BDA-Hist.: Q2046934 Status: Bescheid Stand der BDA-Liste: 2025-06-30 Name: Palais Collalto GstNr.: 362 Palais Collalto                                                                                     |
| ja   | Datei hochladen | Wohn- und Geschäftshaus HERIS-ID: 82963 Objekt-ID: 96821                                                                      | Schultergasse 1 Standort KG: Innere Stadt                      | Identadresse Tuchlauben 25. Das Gebäude wurde 1854 von Romano und Schwendenwein für den aus Livorno stammenden Kaufmann und Bauunternehmer Pietro Cavaliere di Galvagni erbaut. In den Bau wurde frühneuzeitliche Bausubstanz des Vorgängerbaues einbezogen, der Keller stammt teilweise aus dem 16. Jahrhundert. Das Gebäude ist eines der frühesten Wohn- und Geschäftshäuser Wiens mit der richtungsweisenden formal-funktionalen Differenzierung von Geschäfts- und Wohnzone: Über dem zweigeschoßigen Ladenbereich, im Obergeschoß mit originaler Gliederung, befindet sich der reich gegliederte Wohnbereich mit Ädikula und Balkon. Das Foyer und das Stiegenhaus sind erhalten. | BDA-Hist.: Q38179647 Status: Bescheid Stand der BDA-Liste: 2025-06-30 Name: Wohn- und Geschäftshaus GstNr.: 411                                                                                            |
| ja   | Datei hochladen | Sternhof, Sterbehaus von J. B. Fischer von Erlach HERIS-ID: 40816 Objekt-ID: 40859                                            | Schultergasse 5 Standort KG: Innere Stadt                      | Das Haus wurde 1782 erbaut und nach dem Besitzer des Vorgängergebäudes benannt, in dem Johann Bernhard Fischer von Erlach starb. Das Haus im josephinischen Plattenstil hat eine breitgelagerte Fassade und eine abgerundete Ecke. Der Sockel ist gebändert und weist Korbbogenöffnungen auf, die Obergeschoße sind durch Gesimse gegliedert. Das Portraitmedaillon Fischers stammt aus dem Jahr 1908. | BDA-Hist.: Q37996538 Status: Bescheid Stand der BDA-Liste: 2025-06-30 Name: Sternhof, Sterbehaus von J. B. Fischer von Erlach GstNr.: 407 Sternhof                                                         |
| ja   | Datei hochladen | Denkmal Fürst Karl Philipp zu Schwarzenberg HERIS-ID: 24529 Objekt-ID: 20927 Wien Kulturgut: 48290                            | gegenüber Schwarzenbergplatz 2 Standort KG: Innere Stadt       | Die Reiterstatue Karl Philipps zu Schwarzenberg stammt aus dem Jahr 1867 von Ernst Julius Hähnel. Über einem Stufenpodest und einem monumentalen plattenverkleideten Steinsockel mit ausladendem Gesims befindet sich das bronzene Reiterstandbild des Feldmarschalls. | BDA-Hist.: Q37884857 Status: § 2a Stand der BDA-Liste: 2025-06-30 Name: Denkmal Fürst Karl Philipp zu Schwarzenberg GstNr.: 1848/4 Prince Karl Philipp of Schwarzenberg monument, Vienna                   |
| ja   | Datei hochladen | Ehem. Palais Erzherzog Ludwig Viktor, Burgtheater-Casino HERIS-ID: 47380 Objekt-ID: 50416                                     | Schwarzenbergplatz 1 Standort KG: Innere Stadt                 | Dieses Palais ist Teil eines der bedeutendsten Platzensembles des strengen Historismus und wurde 1863–1869 von Heinrich von Ferstel erbaut. Es ist ein an drei Seiten freistehender Eckbau mit Mittelrisalit, der stumpfe Winkel zwischen Schubertring und Pestalozzigasse wird durch einen durchlaufenden Runderker verschliffen, was für spätere Ecklösungen vorbildlich wurde. Die Fassade ist florentinischen Palais nachgebildet und durch Gesimse dreigeteilt. Die rustizierte Sockelzone ist durch toskanische Säulen und Arkaden gegliedert, das Obergeschoß durch Arkaden mit Blendbalkonen zwischen korinthischen Säulen, die im Obergeschoß in Podeste für überlebensgroße Statuen von Josef Gasser auslaufen. | BDA-Hist.: Q2046964 Status: § 2a Stand der BDA-Liste: 2025-06-30 Name: Ehem. Palais Erzherzog Ludwig Viktor, Burgtheater-Casino GstNr.: 1300 Palais Erzherzog Ludwig Viktor                                |
| ja   | Datei hochladen | Miethaus HERIS-ID: 40817 Objekt-ID: 40860                                                                                     | Schwarzenbergstraße 8 Standort KG: Innere Stadt                | Das strenghistoristische Eckhaus in den Formen der Neu-Wiener Renaissance wurde 1868 von Ferdinand Schlaf erbaut. Die Fassade ist rustiziert, das Haus weist einen abgefasten Eckrisaliten und ein Säulenportal auf. In der Einfahrt befinden sich Pilaster, profilierte Rundbogenfelder mit Büstenmedaillons und stuckierte Penditifkuppeln. | BDA-Hist.: Q37996553 Status: Bescheid Stand der BDA-Liste: 2025-06-30 Name: Miethaus GstNr.: 1272/7 Schwarzenbergstraße 8                                                                                  |
| ja   | Datei hochladen | Wohnhaus Wertheim, ehem. Hotel Majestic HERIS-ID: 47381 Objekt-ID: 50417                                                      | Schwarzenbergplatz 16 Standort KG: Innere Stadt                | Das Haus ist der rückspringende Verbindungsteil zwischen Palais Wertheim und Palais Ofenheim. Es wurde 1869–1870 von Heinrich von Ferstel erbaut und lehnt sich in seinen Formen an das Palais Wertheim an. | BDA-Hist.: Q58414994 Status: Bescheid Stand der BDA-Liste: 2025-06-30 Name: Wohnhaus Wertheim, ehem. Hotel Majestic GstNr.: 1295, 1848/2 Wohnhaus Wertheim, Vienna                                         |
| ja   | Datei hochladen | Palais Wertheim HERIS-ID: 79331 Objekt-ID: 93007                                                                              | Schwarzenbergplatz 17 Standort KG: Innere Stadt                | Das Palais wurde 1864–1868 von Heinrich von Ferstel erbaut. Es ist Teil eines der wichtigsten Platzensembles des strengen Historismus in Wien und lehnt sich in der Gestaltung eng an das gegenüberliegende Palais Erzherzog Ludwig Viktor an. | BDA-Hist.: Q2047211 Status: Bescheid Stand der BDA-Liste: 2025-06-30 Name: Palais Wertheim GstNr.: 1293 Palais Wertheim                                                                                    |
| ja   | Datei hochladen | Bürgerhaus, Zu den sieben Schwertern HERIS-ID: 22106 Objekt-ID: 18434                                                         | Schwertgasse 3 Standort KG: Innere Stadt                       | Das Haus stammt im Kern aus der zweiten Hälfte des 16. Jahrhunderts und wurde Anfang des 18. Jahrhunderts weitgehend verändert. Es handelt sich um ein palaisartig breit gelagertes barockes Bürgerhaus. Die leicht geknickte Fassade ist ortsteingegliedert, die unterschiedlich breiten Achsen sind durch Putzrahmen zusammengezogen, die Giebelverdachungen der Fenster sind reich dekoriert. An der Seitenfassade sind die Doppelachsen mit Sprenggiebeln zusammengefasst mit Büstenmedaillons in den Sturzfeldern. Das Korbbogenportal an der Hauptfassade wird von schräggestellten Atlantenhermen flankiert, an der geraden Verdachung befinden sich Putten und eine Wappenkartusche, dies geht in einen Baldachin mit einer Pietà über. Das Seitenportal wird von einer Wappenkartusche mit mämmlichen Figuren bekrönt. In der Einfahrt mit stuckierten Platzlgewölben steht eine barocke Statue des Hl. Alexius. Im Keller sind noch Kreuzgratgewölbe vom Vorgängerbau und auch römisches Bruchsteinmauerwerk erkennbar. | BDA-Hist.: Q37867173 Status: Bescheid Stand der BDA-Liste: 2025-06-30 Name: Bürgerhaus, Zu den sieben Schwertern GstNr.: 437 Haus zu den sieben Schwertern                                                 |
| ja   | Datei hochladen | Wohn- und Geschäftshaus HERIS-ID: 87209 Objekt-ID: 101598                                                                     | Seilergasse 4 Standort KG: Innere Stadt                        | Das Gebäude schließt an das Eckhaus zum Graben an, dessen Fassade es fortführt. Es wurde gleichfalls 1875 von Ludwig Tischler erbaut. | BDA-Hist.: Q37718930 Status: Bescheid Stand der BDA-Liste: 2025-06-30 Name: Wohn- und Geschäftshaus GstNr.: 1089 Seilergasse 4, Vienna                                                                     |
| ja   | Datei hochladen | Wohnhaus HERIS-ID: 32278 Objekt-ID: 29353                                                                                     | Seilergasse 12 Standort KG: Innere Stadt                       | Das an drei Seiten freistehende Zinshaus wurde 1847 von Eduard Kuschée erbaut und ist ein Übergangswerk zwischen Spätklassizismus und Frühhistorismus. Die Fassade ist rustiziert und weist Dekor in Terrakottafarbe auf. Das Erdgeschoß wird durch segmentbogige Öffnungen gegliedert, in der Spiegelgasse befindet sich ein späthistoristisches Geschäftsportal. Anmerkung: Identadressen Göttweihergasse 1, Spiegelgasse 11 | BDA-Hist.: Q37947139 Status: Bescheid Stand der BDA-Liste: 2025-06-30 Name: Wohnhaus GstNr.: 1095 Göttweihergasse 1, Vienna                                                                                |
| ja   | Datei hochladen | Wohn- und Geschäftshaus, Haus mit ehem. Portal Leschka HERIS-ID: 87210 Objekt-ID: 101599                                      | Seilergasse 14 Standort KG: Innere Stadt                       | Das späthistoristische Wohn- und Geschäftshaus wurde 1897 von Donat Zifferer nach einem Entwurf von Alois Maria Wurm-Arnkreuz erbaut. Es hat zwei Fassaden, die andere befindet sich in der Spiegelgasse. Oberhalb der Geschäftszone und des rustizierten Mezzanins erhebt sich die ortsteingequaderte Oberzone, die drei Mittelachsen mit einem schmiedeeisernen Balkon in der Mitte werden von zwei zweigeschoßigen Erkern flankiert. Die korinthischen Riesenpilaster an der Fassade gehen im Attikageschoß in Karyatidhermen über. Auf dem die Mittelachsen bekrönenden Dreiecksgiebel befindet sich eine Figurengruppe. Der ehemalige Herrensalon Leschka wurde 1923 von Adolf Loos eingerichtet. | BDA-Hist.: Q37718953 Status: Bescheid Stand der BDA-Liste: 2025-06-30 Name: Wohn- und Geschäftshaus, Haus mit ehem. Portal Leschka GstNr.: 1097/1 Seilergasse 14, Vienna                                   |
| ja   | Datei hochladen | Coburgbastei und Wohnhaus HERIS-ID: 47369 Objekt-ID: 50369                                                                    | Seilerstätte 1 Standort KG: Innere Stadt                       | Das Haus ist ein Teil des Palais Coburg und wurde 1849 von Franz Neumann dem Älteren 1849 als dessen Erweiterung gebaut, allerdings mit eigenständiger Fassade. Es ist zur Liebengerggasse hin nur drei Achsen breit und weist einen Dreiecksgiebel im Attikageschoß auf. Der einstöckige Vorbau stammt aus dem Jahr 1880 von Franz Neumann dem Jüngeren und geht in Reste der Braunbastei über. | BDA-Hist.: Q38026648 Status: Bescheid Stand der BDA-Liste: 2025-06-30 Name: Coburgbastei und Wohnhaus GstNr.: 901/2 Seilerstätte 1                                                                         |
| ja   | Datei hochladen | Palais Coburg HERIS-ID: 40818 Objekt-ID: 40862                                                                                | Seilerstätte 3, 3B, C, E Standort KG: Innere Stadt             | Dieses bedeutende spätklassizistische Palais mit frühhistoristischer Innenausstattung wurde von 1839 bis 1845 nach Plänen von Karl Schleps und Adolf Korompay erbaut. Es ist im Inneren mit dem Nebenhaus Seilerstätte 1 verbunden. Es hat eine breit gelagerte Straßenfassade mit drei Rundbogenportalen und einem Mittelrisaliten mit Riesenpilastern. Die von der Ringstraße sichtbare markante Gartenfassade weist in der Mitte zwei übereinanderliegende Loggien mit dorischen und korinthischen Säulen auf. Die darüber befindliche Attikazone wurde im Zuge der Schleifung der Bastei 1864 von Franz Neumann und Leopold Mayer neu gestaltet. | BDA-Hist.: Q692117 Status: Bescheid Stand der BDA-Liste: 2025-06-30 Name: Palais Coburg GstNr.: 901/1 Palais Coburg                                                                                        |
| ja   | Datei hochladen | Theater, Etablissement Ronacher HERIS-ID: 40819 Objekt-ID: 40863                                                              | Seilerstätte 9 Standort KG: Innere Stadt                       | Der auf drei Seiten freistehende Theaterbau mit Eckhausanwinklung und zylindrischem Eckbaukörper wurde 1871/72 von Ferdinand Fellner d. Ä. als Wiener Stadttheater erbaut und nach einem Brand 1887/88 vom Büro Fellner & Helmer zu einer Varietébühne umgebaut. Auch in späteren Jahrzehnten erfolgten Umbauten und Adaptierungen, die letzte war eine Aufstockung, die von Günther Domenig 2008 durchgeführt wurde. | BDA-Hist.: Q1244587 Status: § 57-Mandatsbescheid Stand der BDA-Liste: 2025-06-30 Name: Theater, Etablissement Ronacher GstNr.: 977/1 Etablissement Ronacher                                                |
| ja   | Datei hochladen | Palais Kaiserstein HERIS-ID: 65900 Objekt-ID: 78769                                                                           | Seilerstätte 14 Standort KG: Innere Stadt                      | Der ursprüngliche Renaissancebau wurde in den 1660er-Jahren, um 1700 und zuletzt 1839 von Leopold Mayr umgebaut. Die Fassade ist spätklassizistisch mit zwei abgeschrägten Ecken (anstelle eines ehemaligen Turmes). Der Sockel ist rustiziert, die Oberzone glatt mit additiv gereihten Fenstern und Zahnschnittfries im Attikageschoß. Das Segmentbogenportal hat ein originales Holztor, darüber befindet sich ein Wappen mit Zopfdekor. Im Inneren befindet sich die wahrscheinlich älteste Vierpfeilertreppe Wiens (aus den Jahren 1664–1668). Anmerkung: Identadresse Weihburggasse 22 | BDA-Hist.: Q1478980 Status: Bescheid Stand der BDA-Liste: 2025-06-30 Name: Palais Kaiserstein GstNr.: 976 Palais Kaiserstein                                                                               |
| ja   | Datei hochladen | Wohn- und Geschäftshaus, Residenz-Hof HERIS-ID: 30888 Objekt-ID: 27710                                                        | Seilerstätte 16 Standort KG: Innere Stadt                      | Das Gebäude des Residenzklubs wurde 1896 von Ferdinand Fellner und Hermann Helmer errichtet. Es ist ein repräsentatives neobarockes Eckhaus mit reicher neobarocker Ornamentierung. Die Erker werden Karyatidhermen gehalten, die abgerundete Ecke wird durch Dreiviertel-Doppelkolossalsäulen bzw. -pilaster und Gitterbalkonen akzentuiert. Die reiche neobarocke Innenausstattung, insbesondere das Treppenhaus mit einem mythologischen Deckenbild, sind noch erhalten. | BDA-Hist.: Q37938621 Status: Bescheid Stand der BDA-Liste: 2025-06-30 Name: Wohn- und Geschäftshaus, Residenz-Hof GstNr.: 975 Residenzhof, Seilerstätte 16                                                 |
| ja   | Datei hochladen | Wohn- und Geschäftshaus, Schlosserhof HERIS-ID: 30890 Objekt-ID: 27712                                                        | Seilerstätte 22 Standort KG: Innere Stadt                      | Das Gebäude wurde 1471 erstmals urkundlich erwähnt, das heutige Haus wurde 1714–1723 unter der Leitung von Donato Felice d'Allio erbaut und im 18. und frühen 20. Jahrhundert mehrfach umgebaut und adaptiert. Es ist ein dreiseitiger Bau um einen Rechteckhof mit um 1910 umgestalteter schlichter Fassade, bei der barocke, neoklassische und an die Wiener Werkstätte orientierte Elemente kombiniert wurden. Markant ist insbesondere die breite Tempelfront mit Segmentbogengiebel über einem Segmentbogenportal, der von einem barocken Doppeladler mit Trophäen in einer barocken Fensterrahmung bekrönt wird. | BDA-Hist.: Q37938637 Status: Bescheid Stand der BDA-Liste: 2025-06-30 Name: Wohn- und Geschäftshaus, Schlosserhof GstNr.: 982 Seilerstätte 22, Vienna                                                      |
| ja   | Datei hochladen | Ehem. Dicasterialgebäudedirektion, ehem. Österreichische Staatsdruckerei HERIS-ID: 13335 Objekt-ID: 9511                      | Seilerstätte 24 Standort KG: Innere Stadt                      | Das Ärarialgebäude wurde 1905/06 von Moritz von Decastello erbaut. Es hat eine abgerundete Ecke und einen betonten Mittelteil durch einen angedeuteten Erker mit Rundbogengiebel und seitlichen Pylonen mit Globen. Das ehemalige Geschäftsportal der Staatsdruckerei stammt aus dem Jahr 1908 von Josef Hoffmann | BDA-Hist.: Q38175550 Status: Bescheid Stand der BDA-Liste: 2025-06-30 Name: Ehem. Dicasterialgebäudedirektion, ehem. Österreichische Staatsdruckerei GstNr.: 979                                           |
| ja   | Datei hochladen | Bürgerhaus, Zur schwarzen Katze HERIS-ID: 30891 Objekt-ID: 27722                                                              | Seilerstätte 28 Standort KG: Innere Stadt                      | Das Bürgerhaus wurde urkundlich 1437 erwähnt, der heutige Bau stammt aus dem Jahr 1715. Das Erdgeschoß ist gebändert, in den Obergeschoßen werden die additiv angeordneten Fenster durch Parapete vertikal verbunden. Das Korbbogenportal mit Stegrahmung befindet sich unter einem Knickgiebel, im Keilstein ist ein Muschel- und Pilgerstab-Emblem. Die Innenräume sind stichkappen-, kreuzgrat- und kreuzbandgewölbt. | BDA-Hist.: Q37938662 Status: § 2a Stand der BDA-Liste: 2025-06-30 Name: Bürgerhaus, Zur schwarzen Katze GstNr.: 1011 Zur schwarzen Katze, Vienna                                                           |
| ja   | Datei hochladen | Kornhäuselturm mit Miethaus HERIS-ID: 40820 Objekt-ID: 40864                                                                  | Seitenstettengasse 2 Standort KG: Innere Stadt                 | Der nach seinem Architekten benannte Kornhäuselturm war zur Erbauungszeit 1825–1827 der höchste profane Turm Wiens. Er wurde ursprünglich auf allen Seiten von Häusern umschlossen, wovon auch die Kragsteine in den unteren Geschoßen zeugen. Die Fassade ist schlicht mit unregelmäßig angeordneten, geschlitzten Fenstern an der Ostseite. Das an der Seitenstettengasse vorgeblendete Haus stammt wurde gemeinsam mit dem Turm von Franz Jäger erbaut. Die Fassade weist einen genuteten Sockel mit Reliefs in der Art Josef Kliebers sowie additive Fenstergliederung in den Obergeschoßen auf. | BDA-Hist.: Q1739487 Status: § 2a Stand der BDA-Liste: 2025-06-30 Name: Kornhäuselturm mit Mietshaus GstNr.: 509, 517/1 Kornhäuselturm                                                                      |
| ja   | Datei hochladen | Miethaus HERIS-ID: 40795 Objekt-ID: 40835                                                                                     | Seitenstettengasse 3 Standort KG: Innere Stadt                 | Das spätklassizistische Wohnhaus wurde 1828 von Johann Philipp Högl und Josef Klee erbaut. Es hat einen genuteten Sockel und eine additive Fenstergliederung, zum Ruprechtsplatz besteht ein Durchgang. Es wurde gemeinsam mit dem Nachbarhaus Nr. 1 von Otto Niedermoser um 1970 innen vollständig erneuert. | BDA-Hist.: Q37996329 Status: § 2a Stand der BDA-Liste: 2025-06-30 Name: Miethaus GstNr.: 507/1, 507/2, 1480, 508/1, 508/2 Seitenstettengasse 3, Vienna                                                     |
| ja   | Datei hochladen | Synagoge (Wiener Stadttempel) und Haus der Israelitischen Kultusgemeinde HERIS-ID: 40821 Objekt-ID: 40865                     | Seitenstettengasse 4 Standort KG: Innere Stadt                 | Das spätklassizistische Haus einschließlich des Tempels wurde 1823–1826 von Joseph Kornhäusel erbaut. Das Haus weist einen genuteten Sockel mit additiver Rundbogengliederung, Rosettenmedaillons und Kranzreliefs in den schwach vorspringenden Seitenrisaliten auf, auf der Seite befindet sich ein rechteckiges Portal mit hebräischer Inschrift. Über dem Sockel befindet sich ein Mäanderfries als Kordongesims, die Fenster in den Obergeschoßen sind additiv angeordnet und weisen in den oberen Stockwerken ornamental reliefierte Lünetten auf. Der Tempel im Hof ist ein überkuppelter ovaler Zentralbau. Im Inneren ist der Ovalraum durch einen eingestellten ionischen Säulenkranz gegliedert und weist zwei Umgangsgalerien auf, die beide noch ihr originales Geländer besitzen. | BDA-Hist.: Q253663 Status: § 2a Stand der BDA-Liste: 2025-06-30 Name: Synagoge (Wiener Stadttempel) und Haus der Israelitischen Kultusgemeinde GstNr.: 510, 511/1 Stadttempel                              |
| ja   | Datei hochladen | Seitenstettenhof HERIS-ID: 40783 Objekt-ID: 40821                                                                             | Seitenstettengasse 5 Standort KG: Innere Stadt                 | Dieses für seine Zeit bemerkenswert große Eckhaus des Spätklassizismus wurde ab 1825 von Joseph Kornhäusel als Mietshaus des Stiftes Seitenstetten erbaut. Im genuteten Sockel befinden sich dekorative Reliefs in Halbkreislunetten, darüber eine additive Fenstergliederung. Neben dem Rundbogenportal mit Volutenkeilstein befinden sich Wappenreliefs des Stiftes und seines Abtes Columban Zehetner. In diesem Haus befinden sich zahlreiche Lokaleinbauten, die einen wichtigen Teil des „Bermudadreiecks“ ausmachen. | BDA-Hist.: Q37996254 Status: § 2a Stand der BDA-Liste: 2025-06-30 Name: Seitenstettenhof GstNr.: 506 Seitenstettenhof                                                                                      |
| ja   | Datei hochladen | Geschäftslokale HERIS-ID: 87035 Objekt-ID: 101413                                                                             | Seitzergasse/Schulhof, an der Kirche Standort KG: Innere Stadt | Die drei ebenerdigen Verkaufshütten stammen aus Ende des 18./ Anfang des 19. Jahrhunderts. | BDA-Hist.: Q37718262 Status: § 2a Stand der BDA-Liste: 2025-06-30 Name: Geschäftslokale GstNr.: 365, 366, 369, 370, 1611/2 Verkaufshütten, Kirche am Hof                                                   |
| ja   | Datei hochladen | Bank- und Wohnhaus HERIS-ID: 95571 Objekt-ID: 110933                                                                          | Seitzergasse 2-4 Standort KG: Innere Stadt                     | Das neoklassizistische Gebäude wurde 1922 von Adolf Oberländer erbaut, die Geschäftszone im Sockel wurde 1986 im postmodernen Sinn verändert. Über Bay windows und kannelierten Lisenen erheben sich in der Oberzonedorische Riesenpilaster und Scheinbalustraden in Parapetfeldern. | BDA-Hist.: Q37766495 Status: Bescheid Stand der BDA-Liste: 2025-06-30 Name: Bank- und Wohnhaus GstNr.: 386 Seitzergasse 2-4                                                                                |
| ja   | Datei hochladen | Wohn- und Geschäftshaus, ehem. Haus Soffer HERIS-ID: 25325 Objekt-ID: 21750seit 2015                                          | Singerstraße 4 Standort KG: Innere Stadt                       | Das Haus mit schlichter Fassadengliederung im Stil der Neuen Sachlichkeit wurde 1936/37 von Karl Hofmann und Felix Augenfeld erbaut. | BDA-Hist.: Q37892453 Status: Bescheid Stand der BDA-Liste: 2025-06-30 Name: Wohn- und Geschäftshaus, ehem. Haus Soffer GstNr.: 930                                                                         |
| ja   | Datei hochladen | Deutschordenshaus mit Deutschordenskirche hl. Elisabeth HERIS-ID: 23726 Objekt-ID: 20088                                      | Singerstraße 7 Standort KG: Innere Stadt                       | Das Deutschordenshaus wurde im Jahr 1667 von Carlo Canevale erbaut und bis 1785 mehrfach ausgebaut und aufgestockt. Die Fassade zur Singerstraße ist breit gelagert, die gotische Fassade der Deutschordenskirche ist integriert. Zur Blutgasse und zum Stephansplatz hin ist die Fassade frühbarock und einfacher, teilweise mit Plattendekor. Es hat zwei Innenhöfe. Der im Osten ist langgestreckt mit Gesimsbändern, unregelmäßigen Fensterachsen und teilweise Schwibbögen. Die Gusseisenkonstruktion mit Planendach für das Gartenlokal stammt aus der Zeit um 1900. Der westliche Hof ist langgestreckt mit im 19. Jahrhundert verglasten Pawlatschen. Die Kirche stammt aus dem 13. Jahrhundert, nach 1326 erfolgte entweder ein Um- oder ein Neubau. Beim Bau des Hauses wurde sie in dasselbe integriert und dabei teilweise umgebaut und neu ausgestattet. Dies gilt als bedeutendstes Beispiel einer Anpassung gotischer Architektur an einen Barockbau. | BDA-Hist.: Q1206432 Status: § 2a Stand der BDA-Liste: 2025-06-30 Name: Deutschordenshaus mit Deutschordenskirche hl. Elisabeth GstNr.: 824 Deutschordenshaus, Vienna                                       |
| ja   | Datei hochladen | Bürgerhaus, Großer Fähnrichshof HERIS-ID: 24344 Objekt-ID: 20731                                                              | Singerstraße 11, 11A, B, C Standort KG: Innere Stadt           | Der Fähnrichshof besteht aus zwei durch einen gemeinsamen Eingang erschlossene Bürgerhäuser aus dem ersten Viertel des 16. Jahrhunderts. Haus Nr. 11 ist ortsteingegliedert und weist einen zweigeschoßigen Breiterker auf Konsolen sowie ein steinernes Rundbogenportal auf. Nr. 11a hat über einer quadergenuteten Sockelzoneeine Oberzone mit geohrten steinernen Fensterrahmungen und im 18. Jahrhundert angebrachte Putzfelder. Gemeinsam ist den Häusern das Schulterbogenportal mit Knickgiebelverdachung. Die Fassaden zum gemeinsamen Hof sind schlicht, der Abgang zum tonnengewölbten Keller ist als genutetes Rundbogenportal ausgeführt. | BDA-Hist.: Q37884049 Status: Bescheid Stand der BDA-Liste: 2025-06-30 Name: Bürgerhaus, Großer Fähnrichshof GstNr.: 849, 850, 845, 844, 847 Großer Fähnrichshof                                            |
| ja   | Datei hochladen | Palais Neupauer-Breuner HERIS-ID: 14215 Objekt-ID: 10447                                                                      | Singerstraße 16 Standort KG: Innere Stadt                      | Das barocke Stadtpalais mit reich dekorierter Fassade wurde 1715/16 von einem unbekannten Baumeister erbaut. Die Fassade weist einen breiten Mittelrisaliten mit abgerundeten Ecken auf. In den Seitenachsen sind die Obergeschoße durch gebänderte Lisenen gegliedert, die Fenster weisen Knickgiebel und reich dekorierte Rahmungen auf, oberhalb der Fenster in den Mittelachsen befinden sich antikisierende Medaillons, das Fenster oberhalb des Portals wird von einem von Putti gehaltenen Wappen bekrönt. Das Rundbogenportal ist mit bemerkenswert reichem Skulpturenschmuck ausgestattet – geschichtete Hermen, die beiden Gruppen Herkules und Antaeus sowie Aeneas und Anchises, dazu noch Vasen mit Puttenbesatz als Bekrönung. Der schmiedeeiserne Balkon zwischen den Skulpturengruppen ist teilweise vergoldet. | BDA-Hist.: Q19059987 Status: Bescheid Stand der BDA-Liste: 2025-06-30 Name: Palais Neupauer-Breuner GstNr.: 921 Palais Neupauer-Breuner                                                                    |
| ja   | Datei hochladen | Ehem. Stadtbancogebäude, ehem. Palais Rottal HERIS-ID: 25050 Objekt-ID: 21465                                                 | Singerstraße 17-19 Standort KG: Innere Stadt                   | Das Stadt-Banco-Gebäude hat eine komplizierte Baugeschichte. Es wurde 1750–1754 unter teilweiser Verwendung des ursprünglichen Palais Rottal nach Plänen von Franz Anton Pilgram erbaut, 1757 wurde das benachbarte 1733 von Anton Ospel umgestaltete Billiotsche Stiftungshaus miteinbezogen, kleine Umbauten fanden Mitte und Ende des 19. Jahrhunderts statt. Die breit gelagerte spätbarocke Hauptfassade weist einen mehrfach gestuften flachen Risaliten auf, in dem sich die gebänderten Ädikulaportale mit gesprengtem Giebeln und bekrönenden allegorischen Sitzfiguren befinden. Die Rückfassade ist späthistoristisch. | BDA-Hist.: Q2047160 Status: § 2a Stand der BDA-Liste: 2025-06-30 Name: Ehem. Stadtbancogebäude, ehem. Palais Rottal GstNr.: 853 Palais Rottal                                                              |
| ja   | Datei hochladen | Bürgerhaus HERIS-ID: 23213 Objekt-ID: 19562                                                                                   | Singerstraße 18 Standort KG: Innere Stadt                      | Das spätmittelalterlich/frühneuzeitliche Bürgerhaus wurde 1714 von Andrea Simone Carove umgebaut. Es ist ein schmales Haus mit gebänderten Ecklisenen in der Sockelzone und rahmenden Riesenpilastern in der Hauptzone. Die Fensterachsen, deren reiche Rahmung nach Geschoß variiert, sind durch Putzfelder vertikal verbunden. In der Beletage sind die Fenster sind die Fenster mit Knickgiebel auf Volutenkonsolen mit Muscheldekor verdacht. Das pfeilergerahmte Korbbogenportal führt in eine Einfahrt mit gefaschten Kreuzgratgewölben zwischen Doppelgurten auf Pilastern. | BDA-Hist.: Q37874937 Status: Bescheid Stand der BDA-Liste: 2025-06-30 Name: Bürgerhaus GstNr.: 917 Singerstraße 18, Vienna                                                                                 |
| ja   | Datei hochladen | Bürgerhaus HERIS-ID: 22006 Objekt-ID: 18333                                                                                   | Singerstraße 20 Standort KG: Innere Stadt                      | Das Haus wurde um 1600 erbaut, im 18. Jahrhundert verändert und 1818 aufgestockt. Die Fassade ist ortstein- und gesimsbandgegliedert, die gerade verdachten Fenster haben profilierte steinerne Sohlbänke. Oberhalb des Rundbogenportals mit Wappenschlussstein befindet sich ein barockes Bildmedaillon mit reicher Ädikularahmung und schwebenden Putten. | BDA-Hist.: Q37866569 Status: Bescheid Stand der BDA-Liste: 2025-06-30 Name: Bürgerhaus GstNr.: 916 Singerstraße 20, Vienna                                                                                 |
| ja   | Datei hochladen | Khlesl-Haus, Alter Dompropsthof HERIS-ID: 26292 Objekt-ID: 22763                                                              | Singerstraße 22 Standort KG: Innere Stadt                      | Dieses im Kern spätmittelalterlich-frühneuzeitliche Haus wurde 1609 unter Melchior Khlesl zum Dompropsthof umgebaut. Im 18. und frühen 19. Jhdt. erfolgten noch mehrere Umbauten. Zur Singerstraße hin weist das Haus eine schlichte Fassadengliederung mit Ortsteingliederung, profilierten Gesimsen, Fenster in unregelmäßigen Abständen und dem Fragment einer Wandmalerei zwischen zweitem und drittem Stock auf. Oberhalb des Rundbogenportals befindet sich ein Portraitmedaillon in einer Kartusche mit Zopfdekor. Die Rückfassade zum Franziskanerplatz entspricht annähernd der in der Singerstraße, hat aber einen auffällig großen Kamin. Im Hof befindet sich ein geohrtes Schulterbogenportal mit geradem Abschluss und einer auf Khlesl Bezug nehmende Bauinschrift. | BDA-Hist.: Q37901101 Status: § 2a Stand der BDA-Liste: 2025-06-30 Name: Khlesl-Haus, Alter Dompropsthof GstNr.: 915 Singerstraße 22, Vienna                                                                |
| ja   | Datei hochladen | Bürgerhaus Zu den 3 Hacken (Gasthaus) HERIS-ID: 21159 Objekt-ID: 17475                                                        | Singerstraße 28 Standort KG: Innere Stadt                      | Das Gebäude entstand um 1800 als Zusammenfassung zweier spätmittelalterlicher Häuser. Es hat eine schlichte Fassade mit unregelmäßiger Achsenfolge. Links treten zwei Achsen mit klassizistischem Gitterbalkon risalitartig hervor. Die genutete Sockelzone wird durch ein Kordongesims von der Oberzone getrennt, in der die Fensterachsen vertikal zusammengezogen sind. Unterhalb der linken Achse befindet sich das Schulterbogenportal, das in ein gewendeltes Stiegenhaus mit Platzlgewölbe führt. | BDA-Hist.: Q37859384 Status: Bescheid Stand der BDA-Liste: 2025-06-30 Name: Bürgerhaus Zu den 3 Hacken (Gasthaus) GstNr.: 910 Zu den 3 Hacken, Singerstraße 28, Vienna                                     |
| ja   | Datei hochladen | Miethaus HERIS-ID: 23794 Objekt-ID: 20157seit 2020                                                                            | Singerstraße 30 Standort KG: Innere Stadt                      | Dieses auf drei Seiten freistehende Haus wurde 1937 im Stil der Neuen Sachlichkeit erbaut. Bemerkenswert ist die konkave Fassade bei gleichzeitig konvexem Balkon. Die Figur der Maria Immaculata, auf einer Nische oberhalb des Eingangs stammt aus dem 2. Viertel des 18. Jahrhunderts. | BDA-Hist.: Q105082274 Status: Bescheid Stand der BDA-Liste: 2025-06-30 Name: Miethaus GstNr.: 908, 1708 |